# Val Polcevera
Pour les articles homonymes, voir Polcevera (homonymie).
Le val Polcevera (Pôçeivia ou Ponçeivia en ligure) est l'une des principales vallées de la ville métropolitaine de Gênes en Ligurie (Italie). Elle tient son nom du torrent du même nom, un des deux fleuves qui, avec le Bisagno qui traverse la vallée homonyme, délimitent, à l'ouest et à l'est, le centre historique de Gênes et se jettent dans la mer de Ligurie.

## Géographie

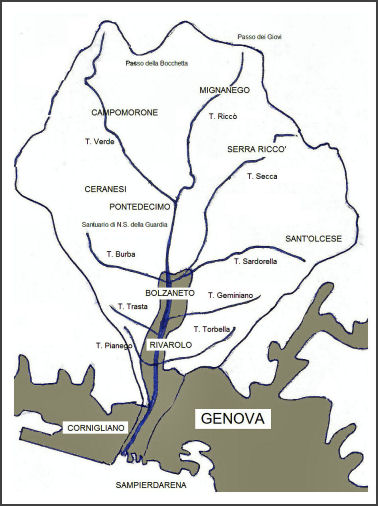
Localités et cours d'eau du val Polcevera.

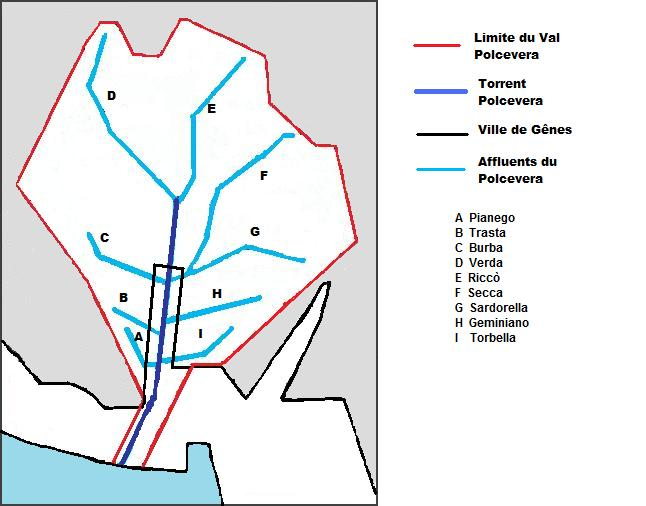
Carte schématique du val Polcevera.

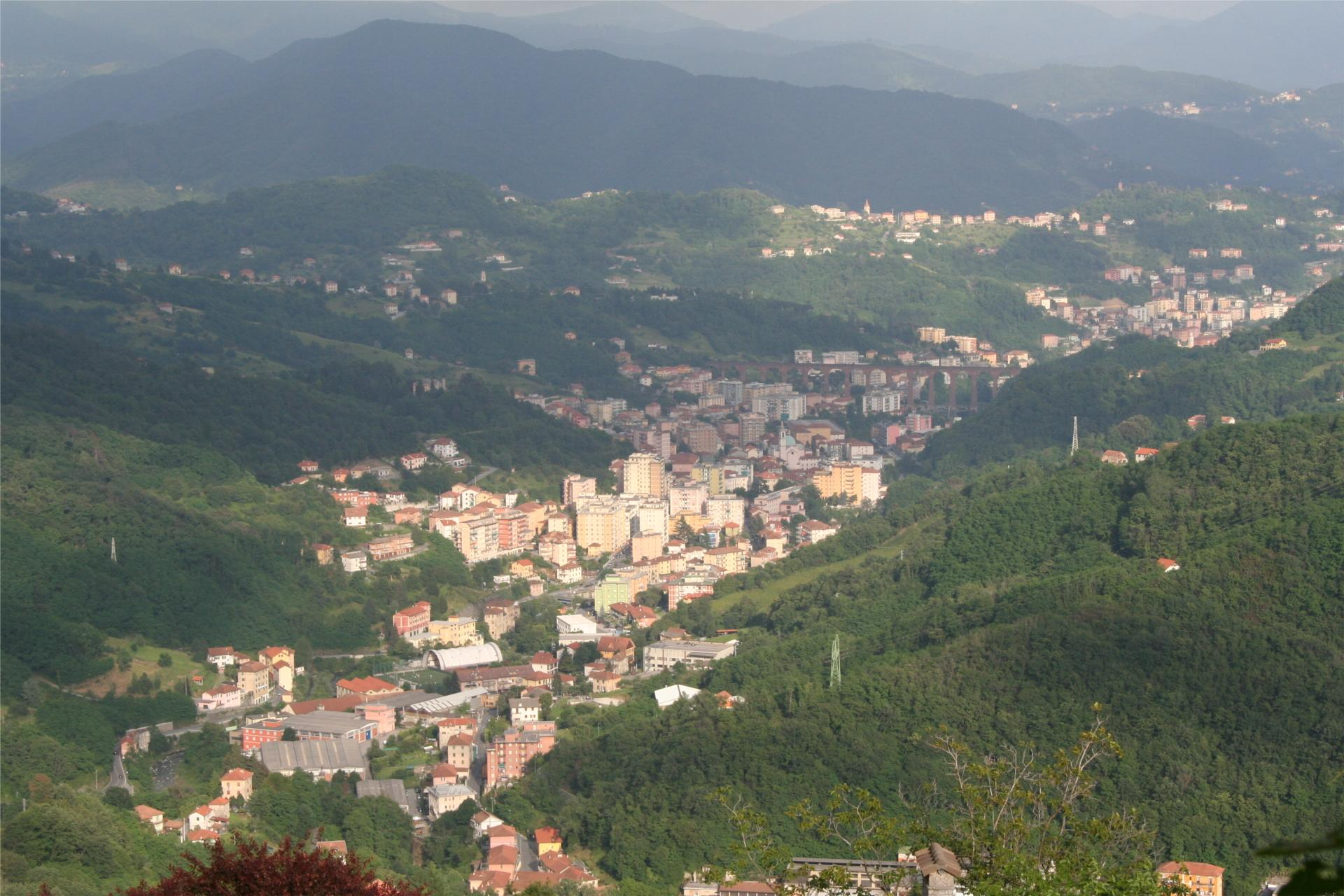
Campomorone, vue du val Verde.

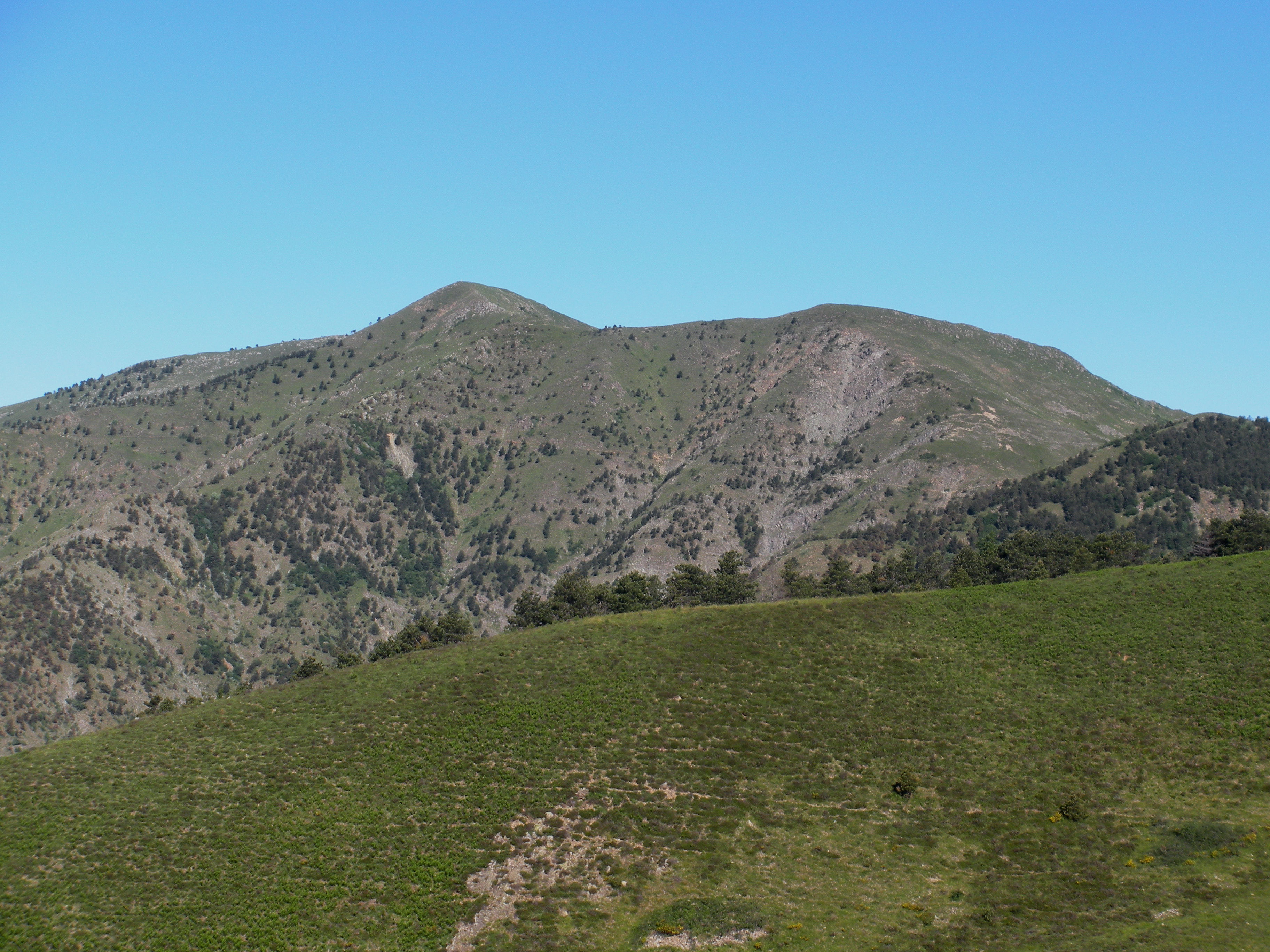
Le vu des environs du col de la Bocchetta.

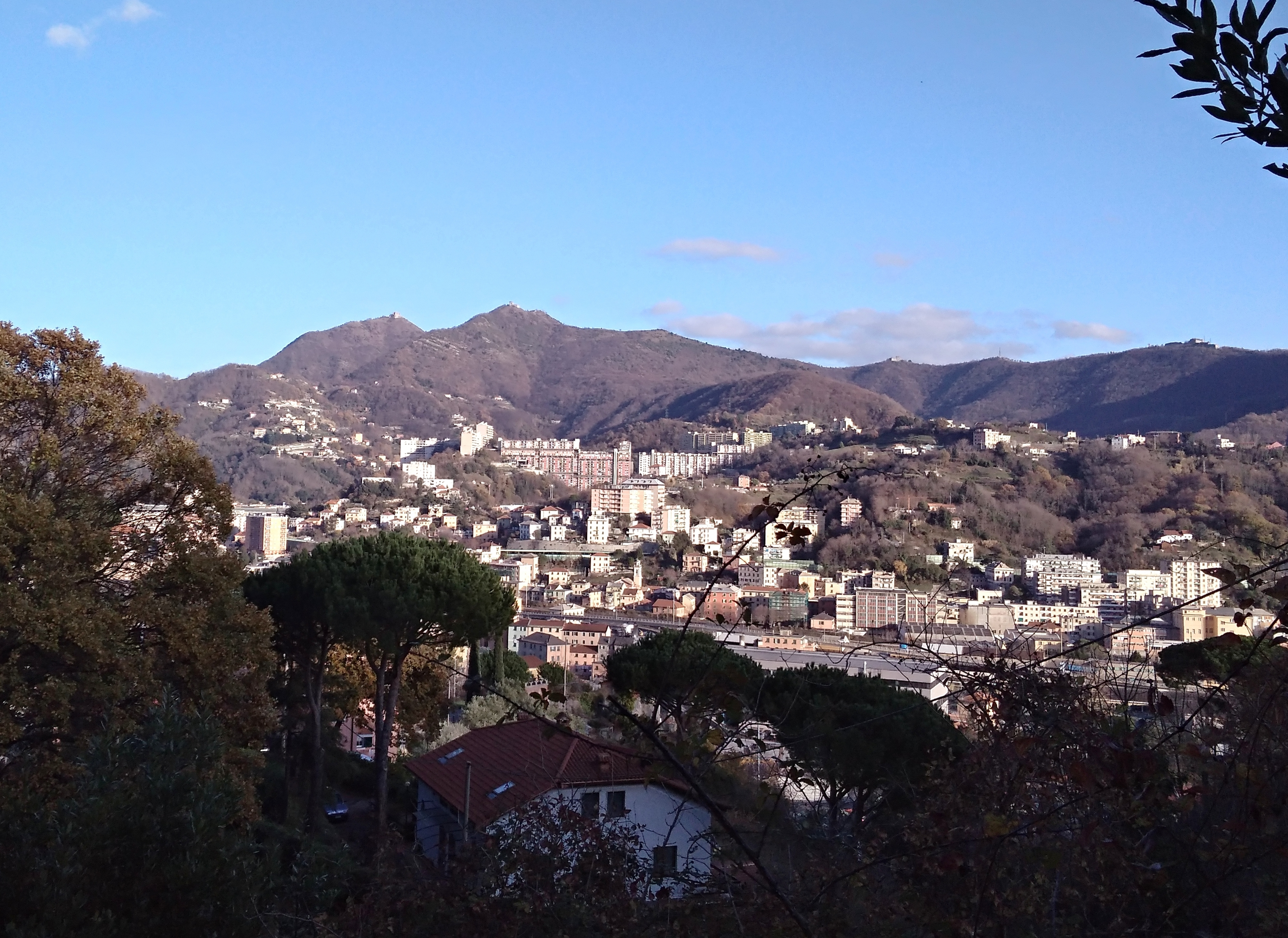
Panorama Teglia Due Fratelli.

Le val Polcevera se développe perpendiculairement à la ligne de côte à l'ouest de Gênes ; il comprend les communes de Campomorone, Ceranesi, Mignanego, Sant'Olcese, Serra Riccò, les quartiers génois, anciennement communes autonomes, de Pontedecimo, Bolzaneto, Rivarolo ainsi que Sampierdarena et Cornigliano, entre lesquels se trouve l'embouchure en mer de Ligurie du Polcevera.
Les cartes montrent la position de la vallée par rapport à l'aire urbaine de Gênes, les principaux centres urbains et le parcours du torrent et de ses principaux affluents.
La vallée est traditionnellement divisée en « basse vallée », qui comprend la partie située entre Pontedecimo et l'embouchure, intégrée en 1926 à la commune de Gênes, et « haute vallée », comprenant les vallées des principaux affluents.
Le torrent Polcevera naît, dans le quartier génois de Pontedecimo, de la confluence des torrents Verde (it) et Riccò (it). Sa longueur totale est de 11 km, mais, si l'on ajoute le cours de son tributaire le plus long, le Verde, cette longueur est portée à 26 km.
Le torrent Verde, qui sert de limite entre les communes de Ceranesi et Campomorone, prend sa source au mont Leco (it) (1 072 m) et a une longueur d'environ 15 km. Après avoir traversé Isoverde, Campomorone et le quartier Santa Marta (siège de la commune de Ceranesi) et reçu divers affluents, dont le principal est la rivière San Martino, il s'unit, à Pontedecimo, avec le Riccò. Ce dernier naît au col des Giovi et traverse divers quartiers de la commune de Mignanego.
Le torrent Pocevera reçoit un certain nombre d'affluents. En rive gauche, le Secca (it), qui traverse divers quartiers de la commune de Serra Riccò, se jette dans le Polcevera à Morigallo, juste après avoir reçu les eaux du Sardorella (it), qui traverse le territoire de la commune de Sant'Olcese. Le Geminiano se jette dans le Polcevera à Bolzaneto et le Torbella à Rivarolo. En rive gauche, le Polcevera reçoit le Burba à Bolzaneto, le Trasta, dans la localité homonyme (it), située entre Bolzaneto et Rivarolo et le Pianego à Rivarolo.
Le débit du Polcevera, comme celui de ses affluents, est souvent très faible, à tel point que le torrent est souvent à sec. Mais le fleuve est capable de donner des crues impressionnantes en quelques heures, provoquant ainsi de fréquentes inondations durant les siècles passés, jusqu'à ce que commence la construction de digues, au milieu du XIXe siècle.
Le val Polcevera est caractérisé par un large lit alluvial, aujourd'hui restreint entre les berges construites au milieu du XIXe siècle. Le cours du torrent est pratiquement rectiligne et perpendiculaire à la côte et s'ouvre en éventail dans la direction des sources de montagne de ses affluents.
Sur la ligne de partage des eaux liguro-padane, entre les Piani di Praglia (it) et le col de la Bocchetta, on trouve le mont Leco (it) (1 071 m) et le mont Taccone (it), qui est, avec ses 1 113 m d'altitude, le sommet le plus haut de la vallée. Sur ce chaînon de l'Apennin, le passage appelé Colla di Praglia (879 m) met en communication le haut val Polcevera avec le val Stura (it). Le mont Orditano (it) domine de ses 950 m d'altitude le torrent Verde. Sur la ligne de partage des eaux entre le col de la Bocchetta et la Crocetta d'Orero, comprenant également le col des Giovi, l'altitude ne dépasse jamais 1 000 m.
À l'est et à l'ouest, la vallée est limitée par deux dorsales qui descendent de la ligne de partage des eaux apennine en direction de la mer.
La dorsale orientale, qui sépare le val Polcevera du centre de Gênes et du val Bisagno, porte la ceinture des forts génois du XVIIIe siècle (it). De Sampierdarena, elle s'élève vers le quartier de collines de Belvedere (it), où se trouvait la batterie du Belvedere (it). Celle-ci est maintenant occupée par le terrain de sport Morgavi. En continuant de monter à partir de la colline de Belvedere, on rencontre, successivement, le fort Crocetta (it), le fort Tenaglia (it), l'imposant fort Begato (it) et le fort Sperone (it), reliés entre eux par un mur d'enceinte qui court sur la crête du chaînon. Sur les collines plus au nord, au-delà du mur d'enceinte, se trouvent les forts Puin (it), Due Fratelli (it) et Diamante.
La dorsale occidentale, qui sépare le val Polcevera des vallées des torrents Chiaravagna (it) et Varenna (it), remonte de Cornigliano par la colline de Coronata (it), puis, au-delà du col de Borzoli (it), le long des monts Rocca dei Corvi, Teiolo, Scarpino, Monte di Torbi, Proratado (928 m) et Sejeu, avant de rejoindre la ligne de partage des eaux aux Piani di Praglia (it), laissant à droite le mont Figogna (804 m), situé entièrement dans le val Polcevera et sur lequel s'élève le sanctuaire de Notre Dame de la Garde.

## Géologie

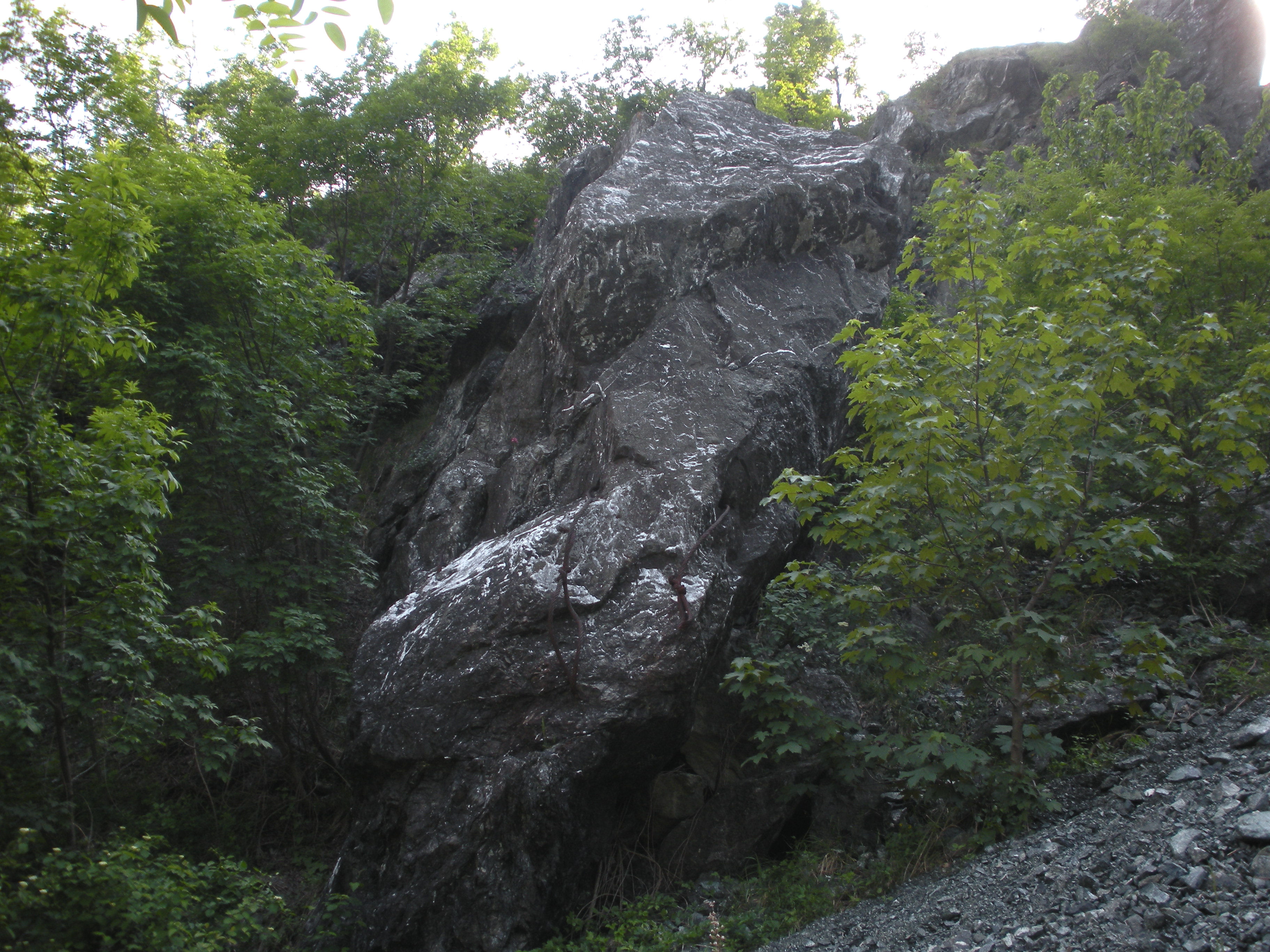
Carrière de marbre vert près de Pietralavezzara.

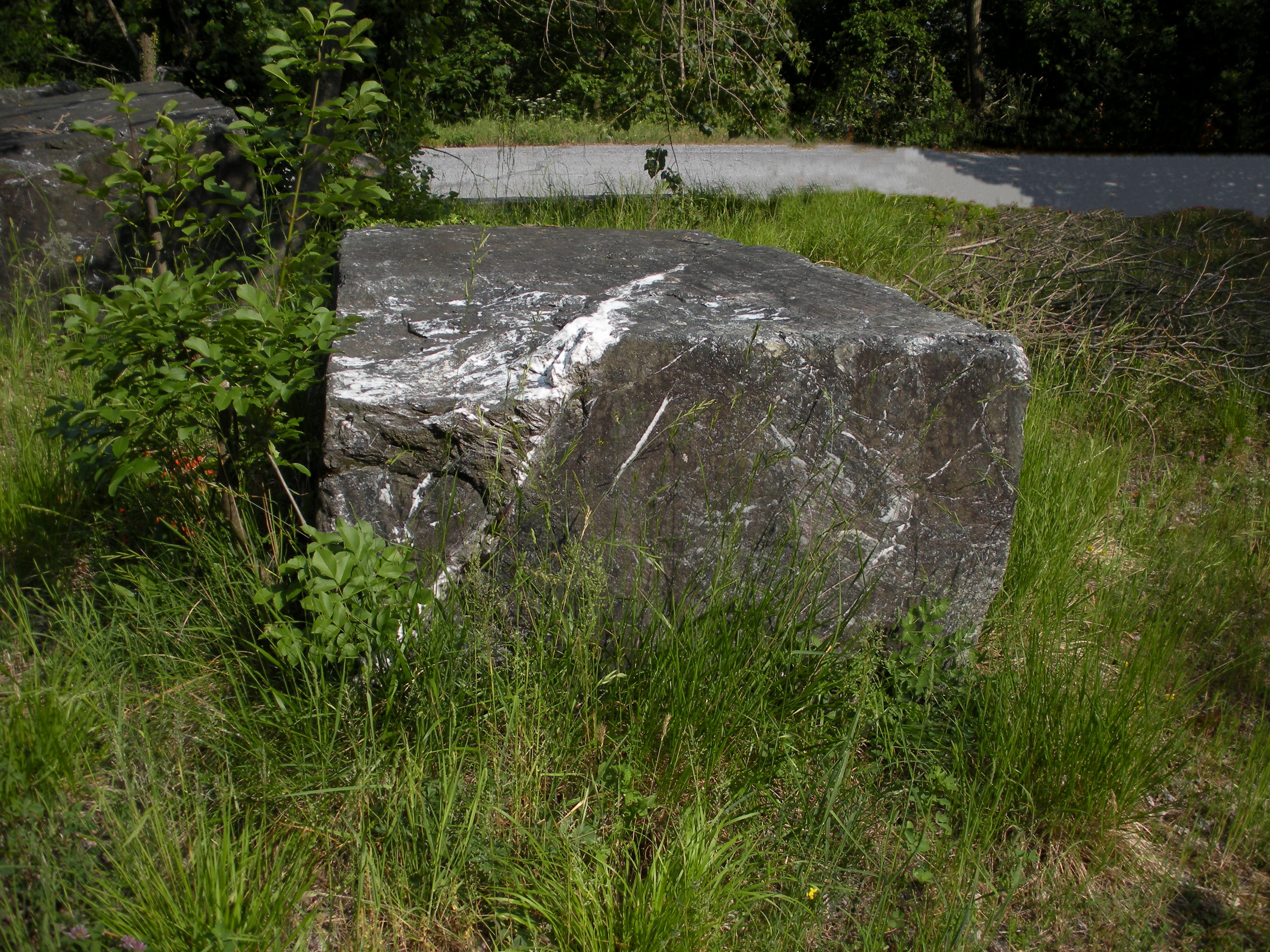
Bloc de marbre vert de la carrière de Pietralavezzara.

La vallée correspond à la ligne qui, passant par la partie supérieure du bassin du Verde (it), relie Sestri Ponente avec Voltaggio (« Zone Sestri-Voltaggio »). Cette zone voit la superposition de roches et de structures tectoniques typiques à la fois des Alpes occidentales et de l'Apennin nord-occidental, et constitue, du point de vue géologique, la frontière entre les Alpes et les Apennins (que les géographes situent au col de Cadibona).
À l'ouest de cette ligne prédominent les roches dites ophiolites du « groupe de Voltri », tandis qu'à l'est se trouvent des dépôts sédimentaires typiques des Apennins, tels que les argilites et les calcaires marneux du mont Antola (it). Dans la haute vallée du Verde, entre les Piani di Praglia (it) et le col de la Bocchetta, alternant différents types de roches, de la dolomie de la zone d'Isoverde à la serpentine du mont Figogna, des métagabbros du mont Leco (it) à l'ophicalcite de Pietralavezzara et aux marnes de Gallaneto. Cette ligne de transition ne crée toutefois pas une division nette entre les deux structures géologiques mais une alternance qui caractérise le paysage de cette région où il est possible d'observer des zones accidentées et rocheuses alternant avec des profils plus doux et nivelés.
Dans la zone Pietralavezzara, hameau de Campomorone situé le long de la route du col de la Bocchetta, les affleurements d'ophicalcite forment un marbre très prisé appelé « Verde Polcevera », extrait depuis le XVIIe siècle, très utilisé dans le passé pour embellir les palais et les églises et également exporté,.
Goffredo Casalis (it) évoque les caves de Campomorone à l'entrée « Larvego » (ancien nom de la commune) du Dizionario degli stati di S.M. il Re di Sardegna décrivant, sur la base de la classification réalisée en 1805 par Giuseppe Mojon, auteur de la Descrizione mineralogica della Liguria, les différents types de roches extraites, depuis les calcaires utilisés pour produire la chaux au gypse d'Isoverde, pour finir avec les précieux marbres de Pietralavezzara :

« Marbre vert dit de Polcevera (ophicalcite), serpentine noir verdâtre, irrégulièrement traversé de veinules vertes de talc, et de quantité de veinules blanches de chaux carbonatée. Il forme une grande masse dans la partie supérieure de la pente orientale de la vallée dite Rivetta, près du village de Pietra Lavezzara : il est susceptible d'un grand poli et d'un beau brillant ; il concurrence les marbres les plus remarquables, panachés de teintes vertes. Il est recherché dans les pays étrangers, en particulier en Russie et en Angleterre : dans la région de Gênes, on voit nombre d'œuvres réalisées avec ce marbre. »

— Goffredo Casalis (it), Dizionario geografico, storico, statistico e commerciale degli stati di S.M. il Re di Sardegna, vol. IX, 1841

## Toponymie
Le val Polcevera a donné son nom à deux communautés de montagne, la communauté de montagne Alta Val Polcevera (it) et la communauté de montagne Valli Genovesi Scrivia e Polcevera (it), à deux types de vins DOC, les Val Polcevera (it), vins blancs et rouges produits sur les coteaux de Gênes et des communes limitrophes, et le Val Polcevera Coronata (it), produit sur les collines de Coronata (it), Morego (it), Sestri Ponente, Fegino et Borzoli (it), et enfin à la tablette de bronze découverte en 1506 dans la vallée et dénommée table du Val Polcevera.

## Histoire
L'histoire du val Polcevera est étroitement liée à celle (it) de Gênes, dont il a toujours constitué naturellement l'arrière-pays et la voie de passage privilégiée vers la plaine du Pô.

### De la Préhistoire à l'Empire romain
Il n'a pas été retrouvé, dans le val Polcevera, de restes indiscutables se rapportant aux âges les plus anciens de la Préhistoire. Les premiers établissements humains pour lesquels a été établie une datation sûre, sur la base des artefacts retrouvés, remontent à l'âge du fer, qui, en Ligurie, se prolonge jusqu'à la conquête romaine (IIe siècle av. J.-C.). Les installations des premières populations ligures sont apparues dans les positions dominantes des versants de coteaux de moyenne altitude. Le plus ancien (IVe siècle av. J.-C.) de ces établissements est celui du Monte Carlo, dans le val Verde (it), près d'Isoverde, dans la commune de Campomorone. D'autres établissements (remontant aux IIIe et IIe siècles av. J.-C.) ont été découverts à San Cipriano (it) et à Campora di Geminiano, localités toutes deux situées sur la route qui, déjà à l'époque pré-romaine, constituait la liaison naturelle entre la côte ligure et le Piémont et qui deviendra ultérieurement la Via Postumia.

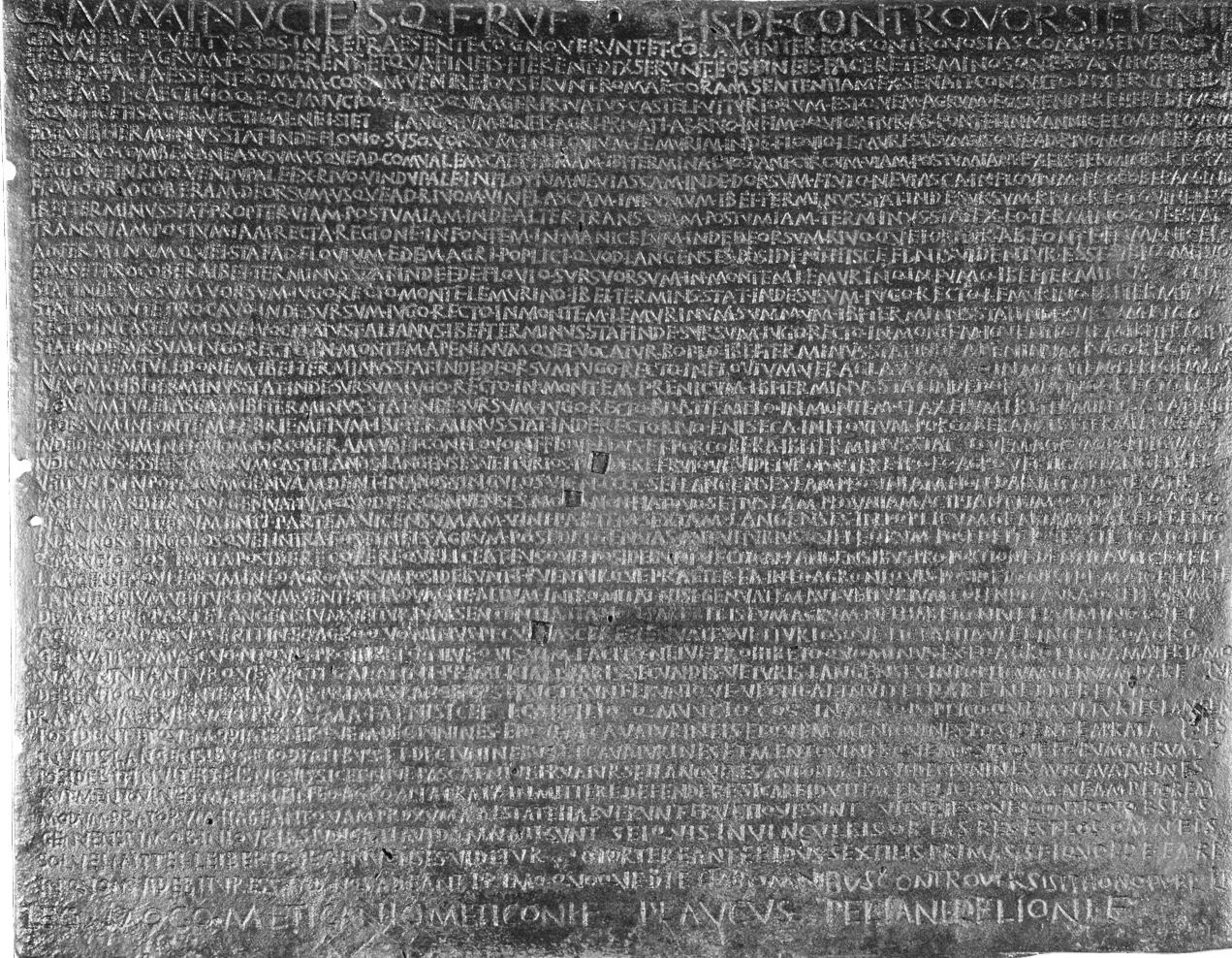
Texte gravé sur la table de bronze du val Polcevera.

Vers l'an 200 av. J.-C., la Ligurie, et avec elle le val Polcevera, devient une terre d'affrontement entre Romains et Carthaginois. À cette époque, le val Polcevera est habité par les tribus ligures des Genuates et des Veiturii, alliées des Romains. À l'issue de la deuxième guerre punique (218-202 av. J.-C.), la Ligurie est conquise par les Romains. Aux alentours du milieu du IIe siècle av. J.-C. (149 av. J.-C.), la Via Postumia est ouverte à travers le val Polcevera. Elle va de Gênes à Libarna (it) (près de l'actuelle Serravalle Scrivia), au-delà de l'Apennin.
En 1506, a été trouvée près de l'actuel village de Pedemonte di Serra Riccò une tablette de bronze portant une sentence prononcée par le Sénat romain en 117 av. J.-C., destinée à mettre fin à une controverse sur le tracé des limites entre les tribus ligures des Genuates et des Veiturii Langenses, qui habitaient le haut val Polcevera. Le territoire qui faisait l'objet du litige avait son centre là où se trouve actuellement le village de Langasco et comprenait la majeure partie de la vallée en rive gauche du torrent Verde (it) et de la rivière San Martino, c'est-à-dire toute la zone qui constitue actuellement la commune de Campomorone. Cet artefact constitue un important document pour l'histoire antique locale, mais aussi pour l'épigraphie latine, l'histoire du droit romain et la linguistique. La table est conservée au musée d'archéologie ligure de Pegli.
À l'époque impériale, le val Polcevera, comme Gênes et toute la Ligurie, fait partie de la Regio IX Liguria. La Gênes romaine et son arrière-pays, loin des principales voies de communication, ne revêtent pas une particulière importance économique et commerciale même si, au moins pour une certaine période, se ressentent les effets positifs de la romanisation. Comme dans toute la Ligurie, l'attrait exercé à l'ère augustéenne par la vie urbaine vide les villages de montagne et de collines qui se repeuplent à partir du IIIe siècle, en raison de la crise qui touche l'empire. Comme en témoignent les quelques découvertes archéologiques, les nouveaux villageois ont commencé à cultiver la châtaigne et le seigle, nourriture pauvre mais adaptée aux terrains montagneux, et vivent dans des maisons en bois groupées sur les pentes où se tenaient déjà les établissements de leurs ancêtres de l'âge du fer.

### Moyen Âge
On possède peu d'informations concernant le Haut Moyen Âge (du VIe au IXe siècle), durant lequel se succèdent Byzantins (à partir de 537), Lombards (après 641) et Francs. Ces derniers divisent le territoire en « Marches » : le val Polcevera est inclus dans la Marche Obertienne (it) du royaume d'Italie. Le marquis Oberto, vicomte de Gênes, a également des possessions dans le val Polcevera et sur la côte à l'ouest de Gênes. En 952, Ido (ou Guido) Carmandino (it), gouverneur du Comité génois de la Marche Obertienne, s'installe à Cremeno (près de l'actuelle Bolzaneto) avec le titre de vicomte. Dans les siècles suivants, ses descendants occupent des charges importantes dans le gouvernement de la république de Gênes. Des Carmandino descendent d'autres importantes familles patriciennes génoises, parmi lesquelles celle des Spinola.
Vers la fin du Xe siècle, la république de Gênes apparaît. L'économie de la ville est basée sur une activité commerciale florissante dans toute la Méditerranée, activité dans laquelle les marchands du val Polcevera sont particulièrement actifs. À cette époque, de nombreuses personnalités de la vallée reçoivent d'importantes fonctions dans les institutions de la République. Parmi eux, le chroniqueur Caffaro di Rustico da Caschifellone, originaire du Haut val Polcevera, cite les noms d'Amico Brusco, Ansaldo di Brasile et Bonoamato di Morego.
Au XIIe siècle, les Génois, afin de s'assurer un itinéraire de transit sûr vers les passes de l’Apennin, à l'abri des seigneurs féodaux et des brigands, occupent tout le val Polcevera et s'étendent, au-delà de l'Apennin, jusqu'à Voltaggio et Gavi. Le personnage politique le plus important du val, à cette époque, est le doge (it) Giovanni da Murta. Les centres principaux sont alors les villages construits le long des routes reliant Gênes à la plaine padane, qui parcourent les crêtes des collines, tandis que le fond de la vallée, presque complètement occupé par le torrent Polcevera et recevant les dépôts alluviaux des crues de celui-ci, est faiblement peuplé.
À partir du XIIIe siècle commence, à l'initiative des ordres religieux, une première colonisation du fond de la vallée. Grâce à la contribution de riches familles patriciennes génoises, apparaissent de nouveaux établissements monastiques parfois pourvus d'« hospices » annexes recevant les malades, les indigents, les pèlerins et les voyageurs. En quelques décennies apparaissent le couvent franciscain à la Chiappetta (it) de Bolzaneto (famille Lercari, 1291), celui des chartreux de Saint-Barthélémy à la Chartreuse de Rivarolo (famille Dinegro, 1297), celui des bénédictins du Boschetto (it) (famille Grimaldi, 1410), à la frontière entre Cornigliano et Rivarolo, et les hospices disparus de San Biagio del Borghetto (famille Leccavela, 1178) et de Sainte-Marguerite-de-Morigallo (XIIe siècle),. À ceux-ci s'ajouteront plus tard, en 1612, le couvent franciscain Notre-Seigneur-de-la-Miséricorde à Rivarolo (transformé en hôpital au XIXe siècle) et, en 1640, celui des capucins à Pontedecimo.
Du XIIIe au XVe siècle, Gênes est en proie à des luttes incessantes pour le contrôle de la ville, opposant les factions des Rampini (guelfes) et Mascherati (gibelins). Des affrontements sanglants entre ces deux partis ont lieu en 1318 et 1367, au cours desquels les châteaux de Pontedecimo, Sant'Olcese et Bolzaneto sont détruits. Celui de Bolzaneto est ensuite reconstruit en 1380. Au XIVe siècle, émerge d'entre les familles nobles originaires de la vallée la famille historique Delle Piane (it), qui a fourni des chevaliers, des anciens et des conseillers aux doges et au gouvernement de la république de Gênes. Le nom de la famille vient des plateaux du val Polcevera. Au XVe siècle, on assiste à des révoltes et des insurrections continuelles de la population du val Polcevera. En 1440, près de San Cipriano, les paysans du val mettent en fuite les troupes gibelines commandées par le capitaine Barnaba Adorno (it).
Le 29 août 1490, la Madone de la Garde (it) apparaît, sur le mont Figogna, au paysan Benedetto Pareto. Le sanctuaire construit en mémoire de l'événement, constitue, dès lors, un important lieu de culte des fidèles du val Polcevera, et, avec le temps, devient le principal sanctuaire marial de Ligurie.

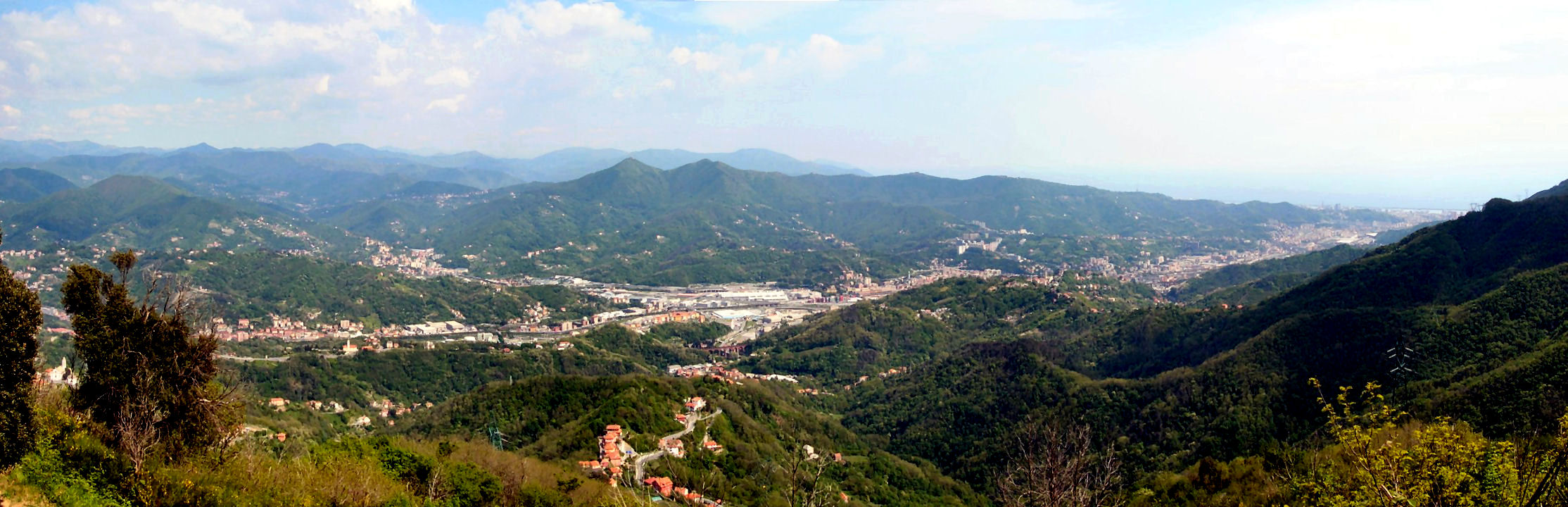
La partie du Val Polcevera entre Bolzaneto et l'embouchure, vue depuis le sanctuaire Notre-Dame-de-la-Garde.

### De la Renaissance auXVIIIesiècle
La présence dans le val Polcevera des familles patriciennes génoises qui y avaient construit leurs résidences de villégiature, auxquelles étaient souvent associés des domaines agricoles et qui avaient durant des siècles caractérisé le paysage de la vallée, se fit plus massive à partir du XVe siècle, liant son économie à celle de la ville voisine. Le phénomène des villas atteint son apogée entre les XVIIe et XVIIIe siècles.
À partir du XVIe siècle, le val Polcevera est le théâtre de nombreux affrontements entre les défenseurs de Gênes et des armées d'invasion étrangères. En 1507, le roi de France Louis XII descend dans le val Polcevera à la tête d'une puissante armée en vue de reconquérir Gênes d'où les Français ont été chassés deux ans auparavant, s'arrêtant à l'abbaye du Bosquet (it) et laissant derrière lui de nombreux villages détruits.
En 1625, le duc Charles-Emmanuel Ier de Savoie, avec l'aide de troupes françaises, descend de Turin pour conquérir Gênes. Malgré la nette disproportion entre les forces en présence, les troupes génoises, dirigées par Stefano Spinola et aidées de troupes irrégulières du val Polcevera, affrontent l'armée franco-piémontaise près du Passo del Pertuso et la mettent en fuite. Trois ans plus tard, en souvenir de l'événement, le sanctuaire Notre-Dame de la Victoire (it) est érigé près du lieu de la bataille.
Au XVIIIe siècle, la république de Gênes, alliée de la France, se trouve entraînée dans la guerre de Succession d'Autriche. Le val Polcevera est occupé, en 1746, par une armée austro-piémontaise, commandée par le général Botta Adorno. Ce dernier s'empare de Gênes, mais en est chassé par l'insurrection populaire des 5-10 décembre 1746, qui débute par l'épisode légendaire du Balilla.
Les historiens contemporains rapportent que, durant cette guerre, l'armée d'occupation, stationnée dans le lit à sec du Polcevera, entre Rivarolo et Bolzaneto, est emportée par une crue subite du torrent, le 6 septembre 1746 ; les chroniques racontent que plus d'un millier de soldats perdit la vie en cette occasion.

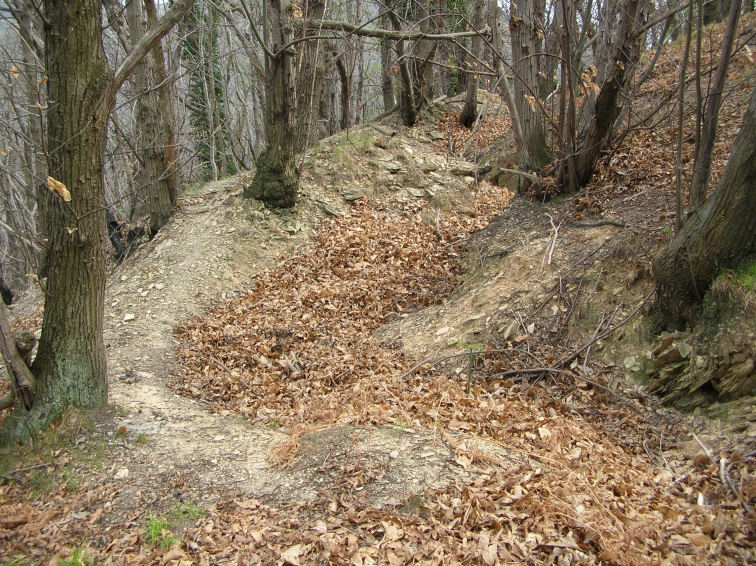
Vestiges de positions défensives datant de la guerre de 1746-1747 sur les hauteurs de Bolzaneto.

Le 11 avril 1747, une autre armée autrichienne, sous le commandement du comte de Schulenburg, tente à nouveau de s'emparer de Gênes. Les envahisseurs, venus du nord par les cols de l'Apennin, occupent tout le val Polcevera. Cette occupation s'accompagne de saccages et de destructions. Le siège est mis devant Gênes. De féroces combats opposent les Autrichiens et les volontaires du val Polcevera, organisés en compagnies regroupées par paroisses et appuyés par les troupes régulières de la république de Gênes. Le 19 juillet 1747, les Autrichiens abandonnent le val Polcevera et sont définitivement repoussés au-delà de l'Apennin en février 1748, laissant derrière eux mort et destruction. La retraite des Autrichiens n'est pas uniquement due à la résistance des volontaires du val, mais aussi au fait que la guerre touche à sa fin, sans vainqueur ni vaincu.
Après le départ des troupes, de nombreux villages sont détruits et leur population décimée. Ils sont alors abandonnés. Les historiens indiquent que la moitié de la population du val Polcevera est morte, au cours des combats, mais aussi à cause des privations subies durant le conflit. Le recul démographique qui en résulte se répercute durant tout le XVIIIe siècle et ce n'est qu'au début du siècle suivant qu'une reprise de la croissance démographique a lieu.
En 1796, Napoléon Bonaparte arrive en Italie : encore une fois les habitants du val Polcevera, se méfiant des idées révolutionnaires dont les Français sont porteurs et qui mettent en cause leur solide attachement à la tradition, essayent de résister mais ne font pas le poids face à la puissante armée napoléonienne. C'est la fin de l'histoire pluriséculaire de la république de Gênes qui passe sous contrôle français et est rebaptisée République ligurienne.

### DuXIXesiècleà l'époque contemporaine
En 1800, durant la guerre opposant la France aux puissances européennes (Angleterre, Autriche, Prusse et Russie), Gênes subit un éprouvant siège, sur terre et sur mer, de la part des Autrichiens et des Anglais. Napoléon Bonaparte charge le général français André Masséna de la défense de Gênes. La ville résiste plus de deux mois, durant lesquels elle subit une terrible famine. L'objectif de la résistance est de fixer les troupes autrichiennes, dans l'attente de renforts. Le val Polcevera est, lui aussi, comme tous les environs de Gênes, le théâtre d'affrontements entre les assiégeants et les Français, jusqu'à ce que Masséna soit obligé de se rendre. Le 4 juin 1800, une reddition honorable est signée dans la petite chapelle de la Vierge, sur le pont de Cornigliano, à l'époque plus important que maintenant. Les Autrichiens entrent dans Gênes, mais, vingt jours plus tard, battus à Marengo par les forces de Napoléon Bonaparte, ils abandonnent définitivement la ville.
Le val Polcevera partage le destin de la République ligurienne, qui, en 1805, est annexée par le premier empire français, puis, à la chute de Napoléon Ier, attribuée en 1815 par le congrès de Vienne au royaume de Savoie.
Quelques activités industrielles avaient émergé dans la vallée depuis le début du XIXe siècle mais ce fut seulement avec la construction du chemin de fer pour Turin et l'endiguement du torrent entre 1849 et 1853 que de grandes industries prirent place dans les zones précédemment occupées par le lit de la rivière, entraînant une augmentation significative de la population : le recensement de 1881 a montré que la population d'immigration récente avait dépassé celle d'origine dans les différentes communes. Avec le développement industriel se sont multipliées les Sociétés de Secours mutuels ouvrières, organisations d'entraide de travailleurs, d'inspiration socialiste et catholique, jetant les bases sur lesquelles sera fondé plus tard le syndicalisme à Gênes.

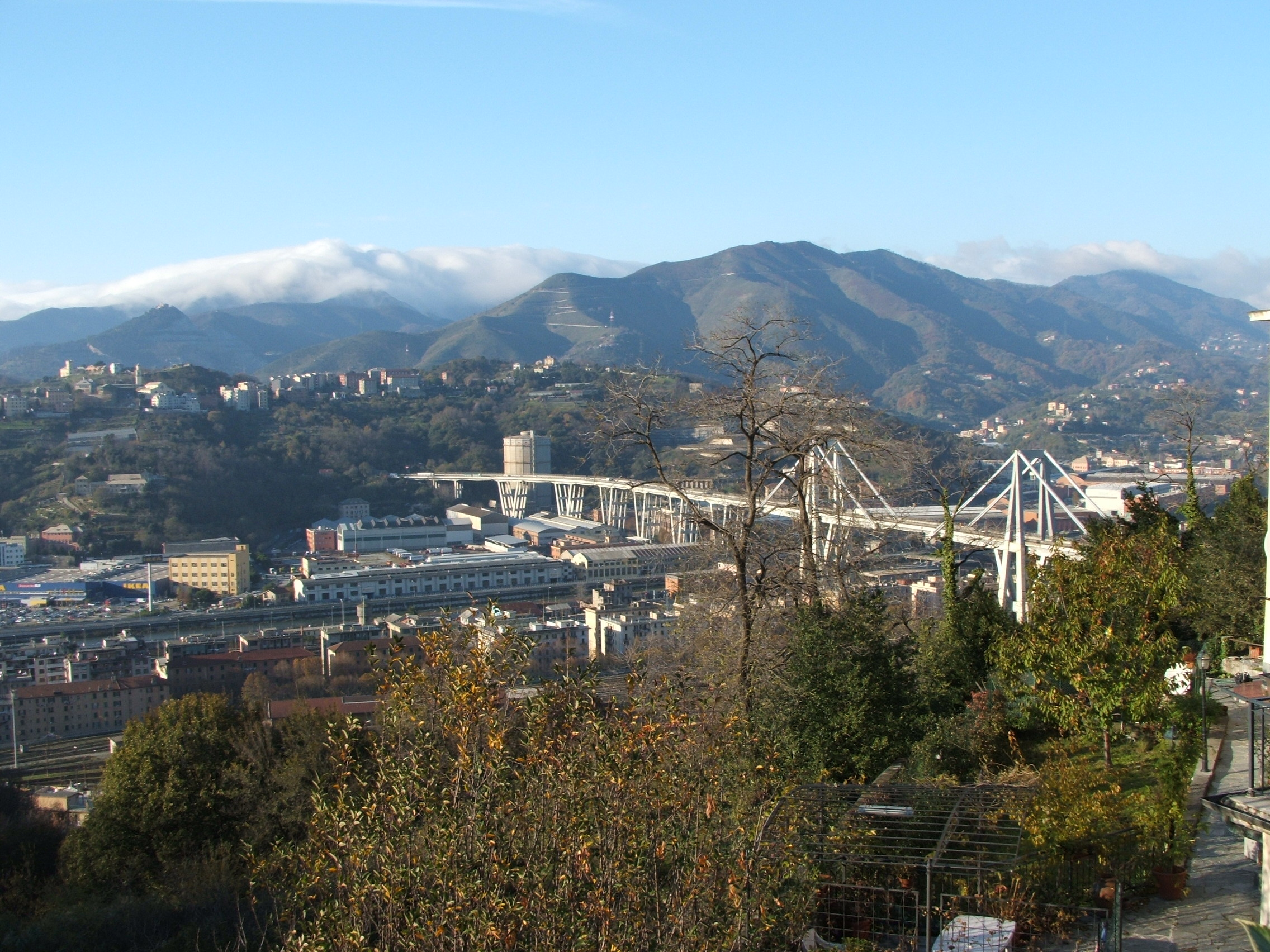
Panorama sur la basse vallée du Polcevera. Sur la droite, le pont Morandi de l'autoroute A10 qui franchissait le lit du torrent avant son effondrement le 14 août 2018

Avec l'expansion urbaine de la partie inférieure de la vallée s'était créée une conurbation industrielle, qui donna lieu en 1926, durant le régime fasciste, au rattachement à la municipalité de Gênes des communes de la basse vallée du Polcevera (Sampierdarena, Cornigliano, Rivarolo, Borzoli, Bolzaneto, San Quirico (it) et Pontedecimo), qui, avec douze autres communes du val Bisagno, du Ponant et du Levant génois, vont constituer le « Grand Gênes (it) ».
Durant la Seconde Guerre mondiale, en accord avec la tradition historique d'opposition à tous les envahisseurs, les habitants du val Polcevera apportent, après le 8 septembre 1943, une contribution importante à la Résistance contre les Allemands. De nombreux jeunes de la vallée, auxquels sont consacrées de nombreuses rues, paient de leur vie leur participation à la lutte pour la libération.
La période d'après-guerre a été fortement marquée dans certaines régions (San Quirico (it) et Fegino en particulier) par l'installation d'industries et de dépôts pétroliers, parallèlement au déclin des entreprises historiques de la fin du XIXe siècle et par un développement urbain incontrôlé. À partir des années 1980, avec le démantèlement des implantations pétrolières et la création de petites et moyennes industries non polluantes, de centres commerciaux et de sociétés de services, a débuté la récupération des friches industrielles à des fins productives et résidentielles en vue d'un développement urbain plus équilibré.

## Administration
Le val Polcevera est entièrement compris dans la ville métropolitaine de Gênes. La haute vallée, qui comprend les vallées des principaux affluents, est divisée entre les communes de Ceranesi, Campomorone, Mignanego, Sant'Olcese et Serra Riccò.
La basse vallée, à partir de la confluence des torrents Verde (it) et Riccò (it), comprenait, jusqu'en 1926, les communes de Pontedecimo, San Quirico (it), Bolzaneto, Rivarolo et des parties des communes de Borzoli (it), Sampierdarena et Cornigliano. En 1926, ces communes furent, avec d'autres, englobées dans la commune de Gênes pour constituer la Grande Gênes (it).
Dans la nouvelle répartition administrative de la commune de Gênes la basse vallée est divisée entre trois circonstriptions (it) : le Municipio V Valpolcevera (it), basée villa Ghersi-Carrega, qui comprend les ex-communes de Pontedecimo, San Quirico, Bolzaneto, Rivarolo et en partie de Borzoli, tandis que la zone proche de l'embouchure ressort du Municipio II Centre Ouest (unités urbaines de Campasso et San Gaetano de l'ex-comunne de Sampierdarena, en rive gauche) et du Municipio VI Medio Ponente (unité urbaine de Campi (it) de l'ex-commune de Cornigliano, en rive droite).

## Population
La population résidant dans le val Polcevera au 31 décembre 2009[Passage à actualiser] est de 111 850 habitants[réf. souhaitée], répartie entre les différents quartiers de Gênes et les communes autonomes. Concernant les quartiers de Cornigliano et Sampierdarena seules sont prises en considérations les populations des unités urbaines localisées dans la vallée.
|              | Commune/Quartier                                         | Population au 31-12-2009 |
| ------------ | -------------------------------------------------------- | ------------------------ |
| Basse vallée | Cornigliano (unité urbaine de Campi (it))                | 1 164 h                  |
|              | Sampierdarena (unité urbaine de Campasso et San Gaetano) | 18 475 h                 |
|              | Rivarolo                                                 | 34 899 h                 |
|              | Bolzaneto                                                | 15 411 h                 |
|              | Pontedecimo                                              | 12 848 h                 |
| Haute vallée | Ceranesi                                                 | 3 983 h                  |
|              | Campomorone                                              | 7 450 h                  |
|              | Mignanego                                                | 3 727 h                  |
|              | Serra Riccò                                              | 7 961 h                  |
|              | Sant'Olcese                                              | 5 932 h                  |
| Total        |                                                          | 111 850 h                |

## Urbanisme
« On peut qualifier cette vallée de vaste, compte tenu de l'étroitesse de la Ligurie ; mais pour le nombre d'habitants, pour le commerce, la fertilité du sol et le nombre incroyable de palais et de belles maisons de campagne, sans parler de la salubrité de l'air, elle n'a pas sa pareille. »

— Goffredo Casalis (it), Dizionario geografico, storico, statistico e commerciale degli Stati di S.M. il Re di Sardegna, vol. VII, 1840
Ainsi s'exprime, au milieu du XIXe siècle l'abbé Casalis (it), dans son Dictionnaire des États de S.M. le Roi de Sardaigne, mais il ne faut que quelques années pour que commence le développement industriel, qui prend la place des riches maisons de campagne et marginalise l'agriculture, jusque-là principale ressource économique de la vallée (toujours pour citer Casalis, il s'y fait de « très riches récoltes de céréales, de raisins, de fruits de diverses sortes, parmi lesquels la pêche a une saveur exquise. », ainsi qu'un vin blanc très renommé).

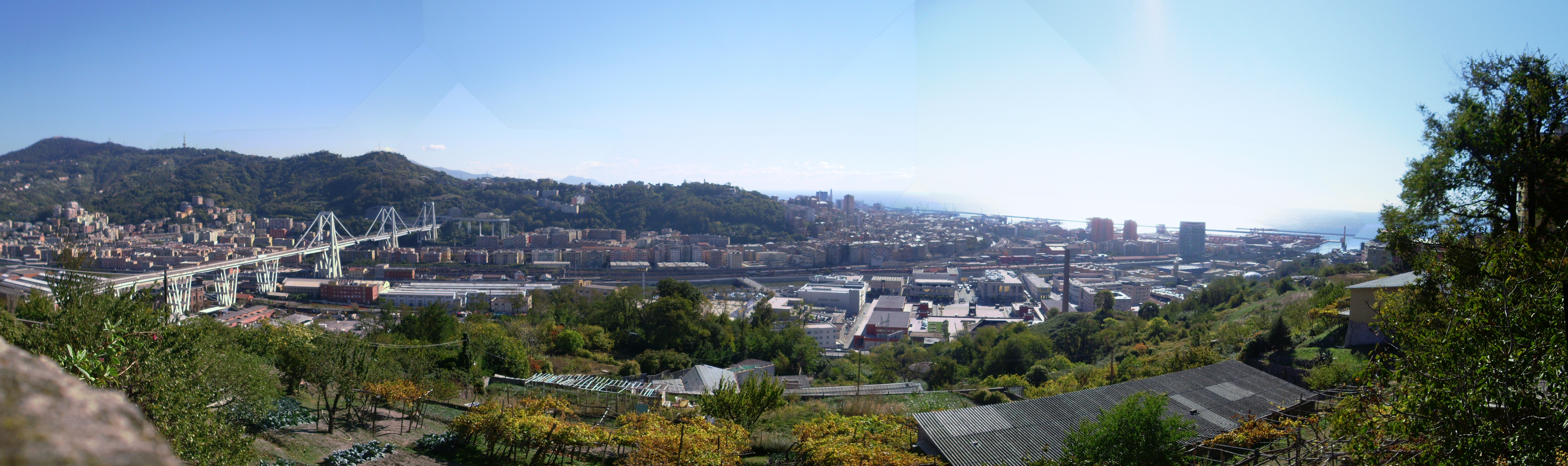
Panorama de la partie finale du cours du torrent Polcevera, vue du haut de la colline de. À gauche, le pont Morandi avant son effondrement, devant le quartier de Sampierdarena et les hauteurs du Belvedere. À droite, la skyline des tours du nouveau quartier de la Fiumara.

Le développement industriel, s'il a contribué à améliorer les conditions économiques des habitants auxquels les industries ont permis de trouver un travail, compromet, d'abord avec les fumées des aciéries, puis, durant l'après-guerre, les raffineries, cette « salubrité de l'air » tant prisée de Casalis.
Durant des siècles, les villages du val Polcevera sont construits sur les collines, le long des routes qui relient Gênes à la plaine du Pô et qui suivent les crêtes. Le fond de vallée est peu peuplé et difficile à parcourir et à traverser, car il est presque entièrement occupé par le lit du torrent. Il en résulte des terrains traîtreusement marécageux, dans lesquels le torrent se divise en nombreux ruisseaux. Il demeure un souvenir de ce passé dans certains toponymes : Bratte (terme génois qui signifie « boue »), entre Morigallo et Bolzaneto, au confluent du Secca (it) avec le Polcevera, là où se trouve maintenant le marché aux fleurs et aux fruits ; Acqua Marcia, au confluent entre le torrent Geminiano et le Polcevera, à Bolzaneto ; et Fiumara, le vaste marais d'eau saumâtre, à l'embouchure du Polcevera. Ce dernier, récupéré après la construction d'une digue, abrite les établissements Ansaldo et est maintenant occupé par un centre commercial, résidentiel et de services, inauguré en 2002.
La situation, décrite précédemment, a rendu compliquée, durant des siècles, la liaison entre les deux rives. Celles-ci ne sont pas reliées par des ponts, alors que le torrent n'est guéable qu'en peu d'endroits. La première mention d'un pont, entre Sampierdarena et Cornigliano, remonte à 1411, mais le premier ouvrage en maçonnerie n'est construit qu'en 1550, grâce à un legs du noble Benedetto Gentile, en souvenir de son fils, noyé en traversant le torrent à gué. En observant le trafic chaotique sur le pont actuel, il est difficile, aujourd'hui, d'imaginer qu’en des temps lointains, le trajet le plus facile entre Sampierdarena et Cornigliano s'effectuait par mer.

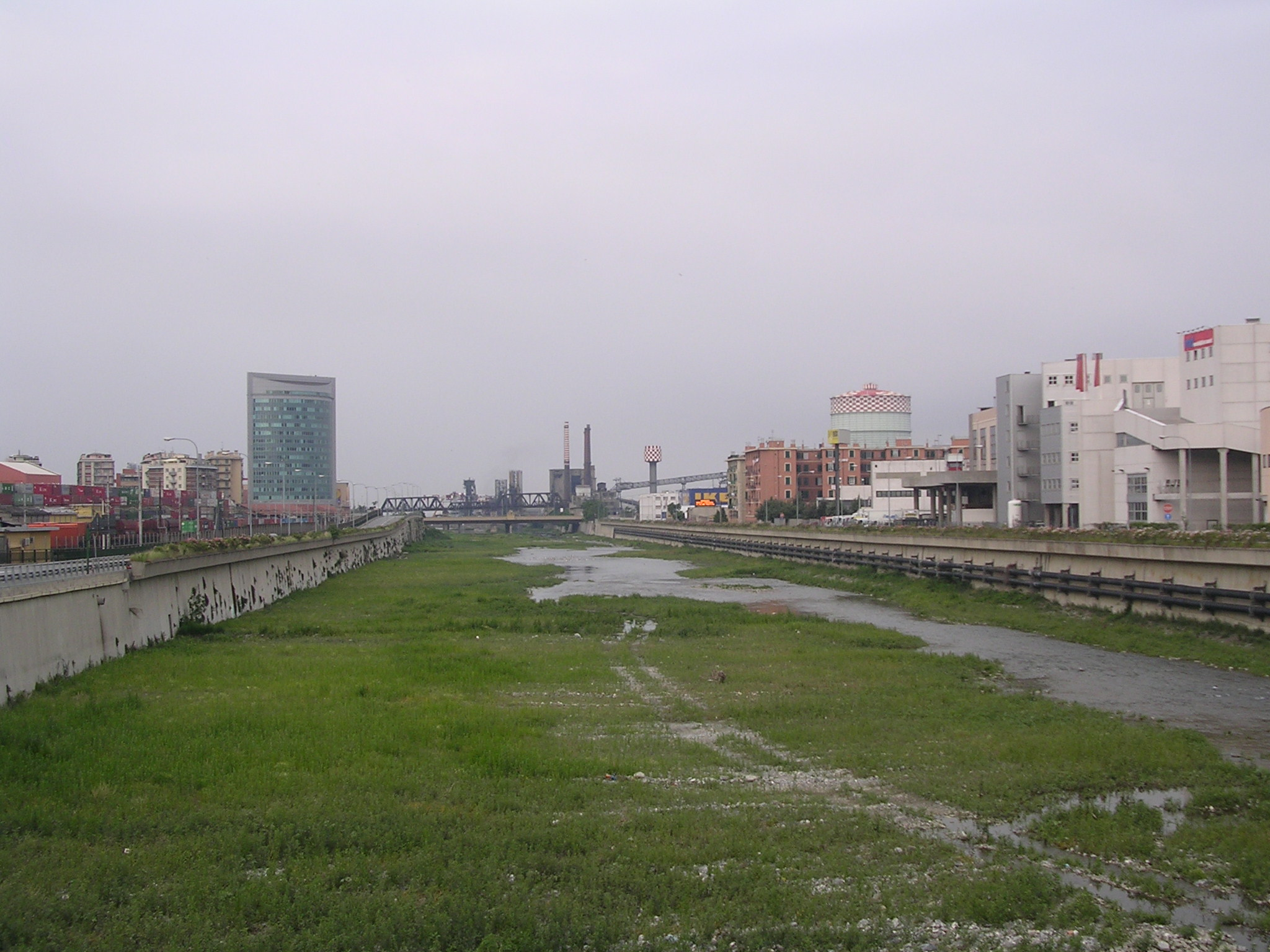
Le lit du Polcevera enserré entre les digues et au fond les aciéries en cours de démolition.

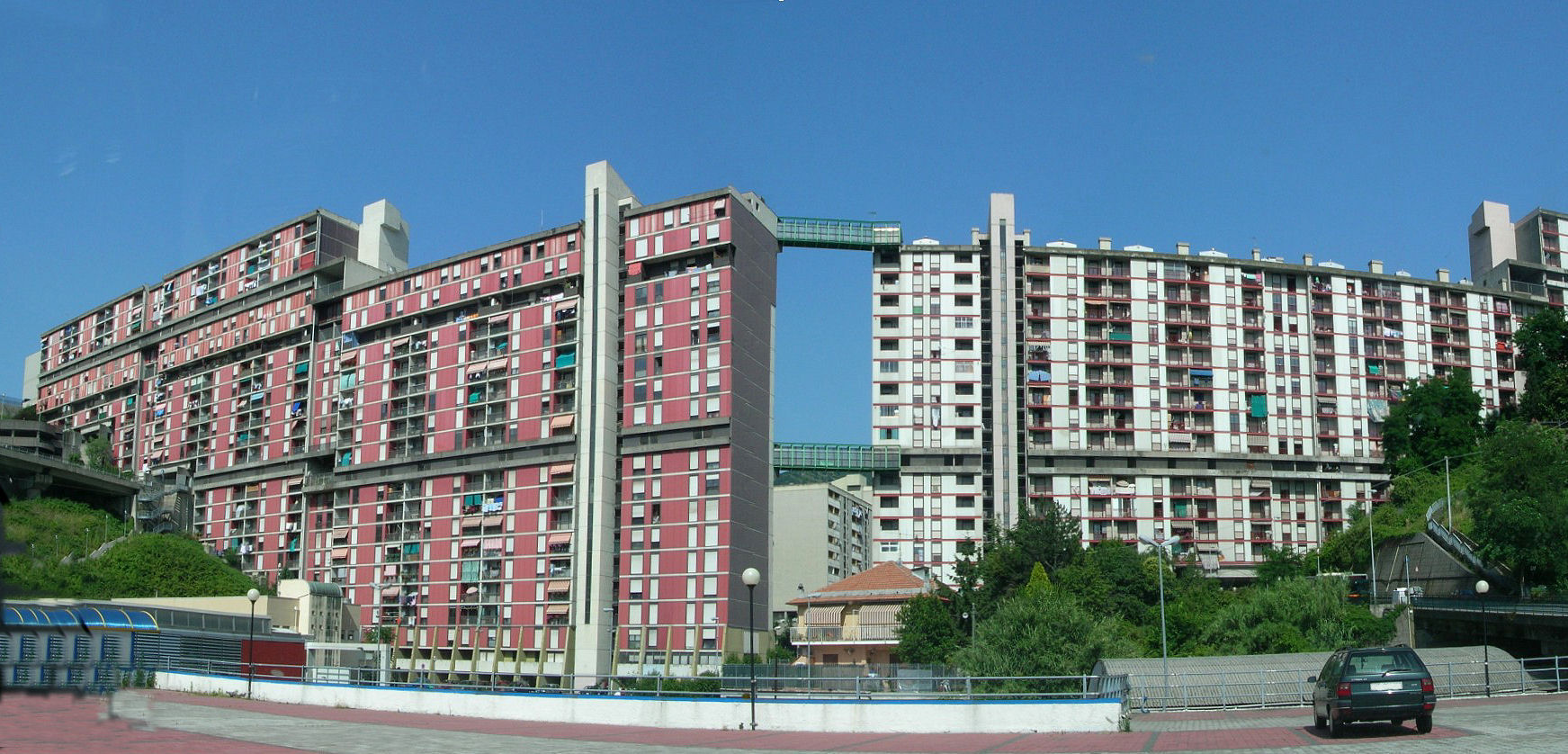
La Diga de Begato dans le quartier Diamante à la limite entre Rivarolo et Bolzaneto.

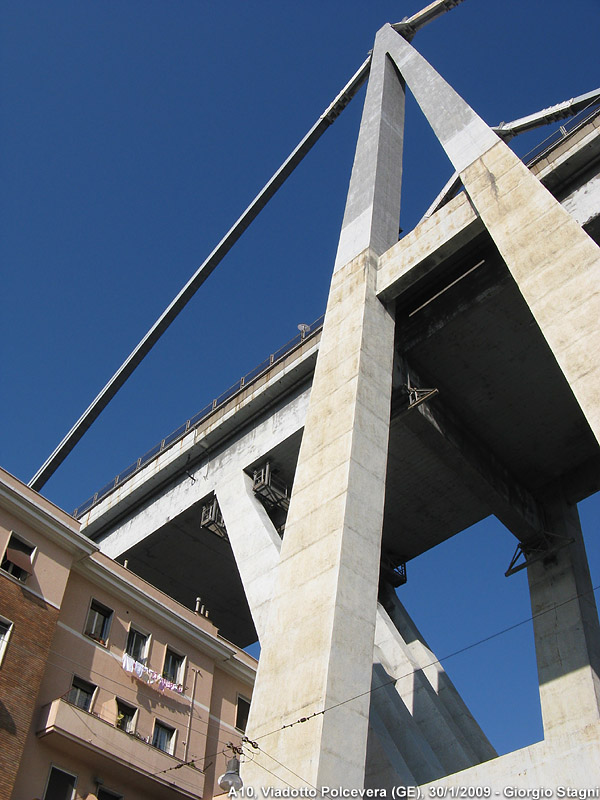
Le viaduc du Polcevera au-dessus des immeubles de la rue Walter Fillak.

Ce n'est qu'avec la construction de digues, entre 1849 et 1853, que de vastes zones du fond de vallée, jusqu'ici occupées par le lit de la rivière, sont rendues disponibles pour des utilisations industrielle ou résidentielle, avec, pour conséquence, une croissance démographique significative. La construction de ces nouvelles digues entraîne une modification courte, mais importante, du parcours du cours d'eau, à la hauteur de Bolzaneto, où la base de la colline de Murta (it) est entaillée sur une longueur d'environ 500 m. Les digues, construites sur les deux rives, servent d'assise à la ligne de chemin de fer Gênes-Turin.
Des entreprises sidérurgiques et mécaniques (notamment Ansaldo et Ilva) s'installent entre 1938 et 1953 sur d'importants remblais en mer et font fonctionner une cokerie et des hauts-fourneaux, faisant de la partie basse de la vallée une des principales zones industrielles de Gênes. Durant la Première Guerre mondiale, un tiers de la production italienne d'acier provient de l'industrie sidérurgique ligure, installée dans le val Polcevera (à Campi (it) et Bolzaneto). Dans les années 1950, c'est le tour des raffineries de pétrole, qui, durant presque quarante ans, vont créer de nombreux problèmes environnementaux dans certains quartiers.
Durant l'après-guerre, l'expansion urbaine se fait de façon désordonnée, sans critères stricts, et l'implantation des voies de communication n'est pas toujours respectueuse des droits des habitants, avec ses viaducs autoroutiers très rapprochés des maisons, ou les surplombant. Des années 1950 aux années 1970, des quartiers d'habitations populaires sont construits, comme en d'autres endroits de Gênes, dans plusieurs zones collinaires du val Polcevera. Dépourvus, ou presque, de services et de centres de rencontre, ils sont considérés dans les années 2010 comme des aberrations en matière d'urbanisme. La Diga, dans le quartier Diamante (communément appelé Begato), ou les résidences de la rue Walter Fillak sous le pont Morandi, en sont des exemples.
Le val Polcevera ressent fortement la crise, qui, à partir des années 1970, a touché Gênes, provoquant l'abandon de vastes zones. Dans les années 1980, la vallée est considérée comme un « cimetière d'usines ». Par ailleurs, le rôle des surfaces boisées, nombreuses dans le val Polcevera, dans la réduction de la pollution urbaine n'a été que tardivement reconnu. Les forêts sont également importantes en tant que réservoirs d'eau permettant d'amortir les crues. L'absence de planification et la périurbanisation anarchique mettent en danger ces fonctions protectrices.
Parallèlement à la croissance des installations pétrolières, dans les années 1960, plusieurs entreprises locales historiques sont fermées comme l'entreprise métallurgique Bruzzo de Bolzaneto, les savonneries Lo Faro et Mira Lanza (it) qui transfèrent leurs établissemdents de Rivarolo à Latina. Au milieu des années 1960, les politiques prennent conscience de la dégradation occasionnées par la fermeture des entreprises de production, la prolifération des installations et dépôts pétroliers et l'urbanisation incontrôlée des années 1950 qui avaient altéré la structure originelle du territoire.
À partir des années 1990 débute un processus de requalification des zones abandonnées par les grandes industries et les implantations pétrolières, avec la création de petites et moyennes entreprises, de centres commerciaux et d'installations sportives. À l'embouchure du Polcevera le réaménagement de la zone de la Fiumara a vu la création, au début des années 2000, d'un grand espace dans lequel cohabitent des installations résidentielles, des structures dédiées au commerce et aux loisirs et des sociétés de service. Sur la rive opposée, dans la banlieue industrielle de Cornigliano, des travaux de réhabilitation et de reconversion des espaces précédemment occupées par de grands complexes industriels comme l'entreprise sidérurgique Italsider se poursuivent dans les années 2010, en vue de la création d'une vaste zone (trois cent mille mètres carrés) destinée aux activités du tertiaire de pointe et dans l'objectif d'une requalification urbaine. Dans la zone autrefois occupée par la raffinerie ERG, il existe maintenant des centres commerciaux, un quartier résidentiel et un hôtel.

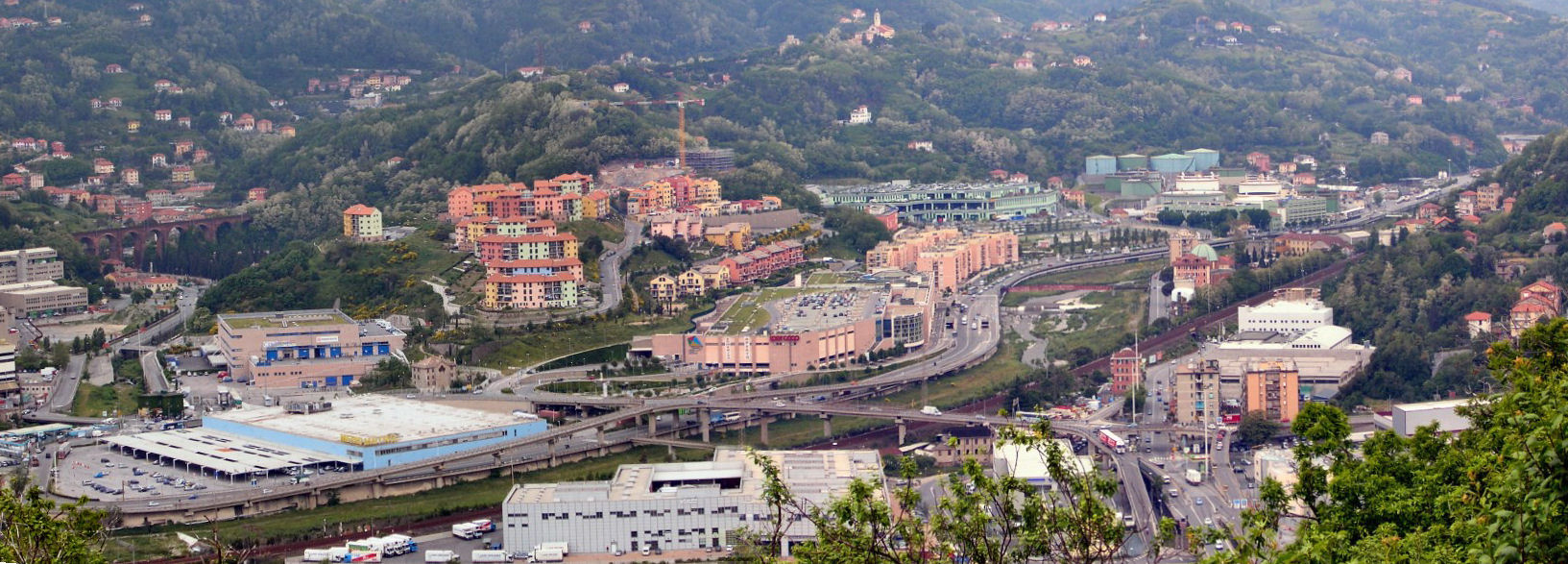
Les centres commerciaux implantés sur la zone de l'ancienne raffinerie ERG à San Biagio

## Économie

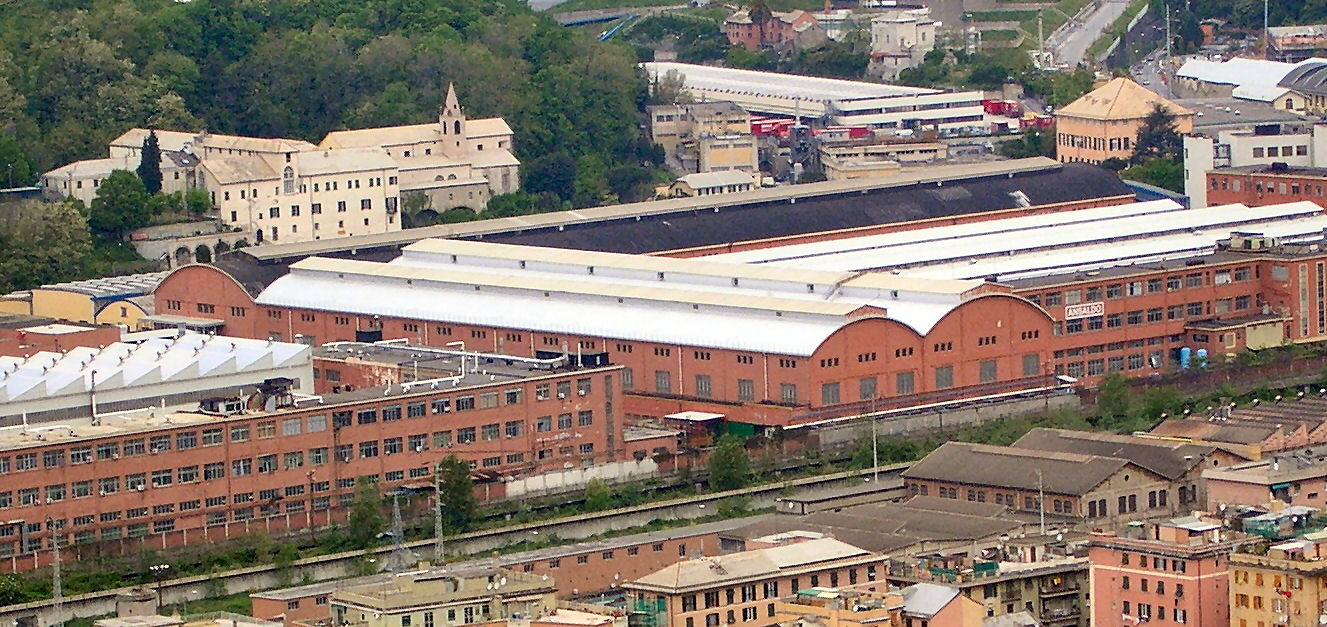
Les bâtiments de l'Ansaldo à Campi.

L'économie de la vallée est basée sur les entreprises commerciales, de services et du secteur tertiaire de pointe qui côtoient de petites et moyennes entreprises de production. Des grandes entreprises industrielles actives entre les dernières années du XIXe siècle et le milieu du XXe siècle, seule a survécu l'Ansaldo, dont le grand établissement Ansaldo Energia est implanté à Campi (it), entre Cornigliano et Rivarolo.
Pendant des siècles, la principale activité avait été l'agriculture, développée en particulier entre les XVIe et XVIIIe siècles dans les domaines des riches patriciens génois. À partir du milieu du XIXe siècle elle a subi d'importantes mutations, passant d'abord par la phase de la grande industrie, fortement marquée après-guerre par les implantations de raffineries et de dépôts pétroliers, pour arriver à la phase de reconversion vers des activités du tertiaire et de la petite industrie.
De l'ancienne vocation agricole survivent, surtout dans les collines, des jardins potagers, des vignes et des vergers, cultivés par les résidents pour leur usage personnel.
Autre ancienne activité économique, celle liée aux nombreux moulins, présents surtout dans la haute vallée du Polcevera, exploitait les eaux des rivières qui traversaient le territoire pour moudre les céréales ou les châtaignes mais aussi des minéraux comme le soufre ou pour produire la force motrice hydraulique des usines textiles et métallurgiques. En lien avec les activités de minoterie, se développèrent de nombreuses fabriques de pâtes artisanales. L'une d'entre elles est encore active à Ceranesi,.
Les moulins de la vallée étaient alimentés par un système de canalisations, dit Roggia dei Mulini, remontant au début du XVIIe siècle, qui parcourait une grande partie de la vallée et dont il reste quelques sections dans les tunnels, utilisées comme collecteurs d'égouts. Des restes de moulins sont présents surtout dans le val Verde (it) et dans la vallée du torrent Molinassi. Quelques-uns assez bien conservés sont visibles dans le hameau de Casanova de la commune de Sant'Olcese.

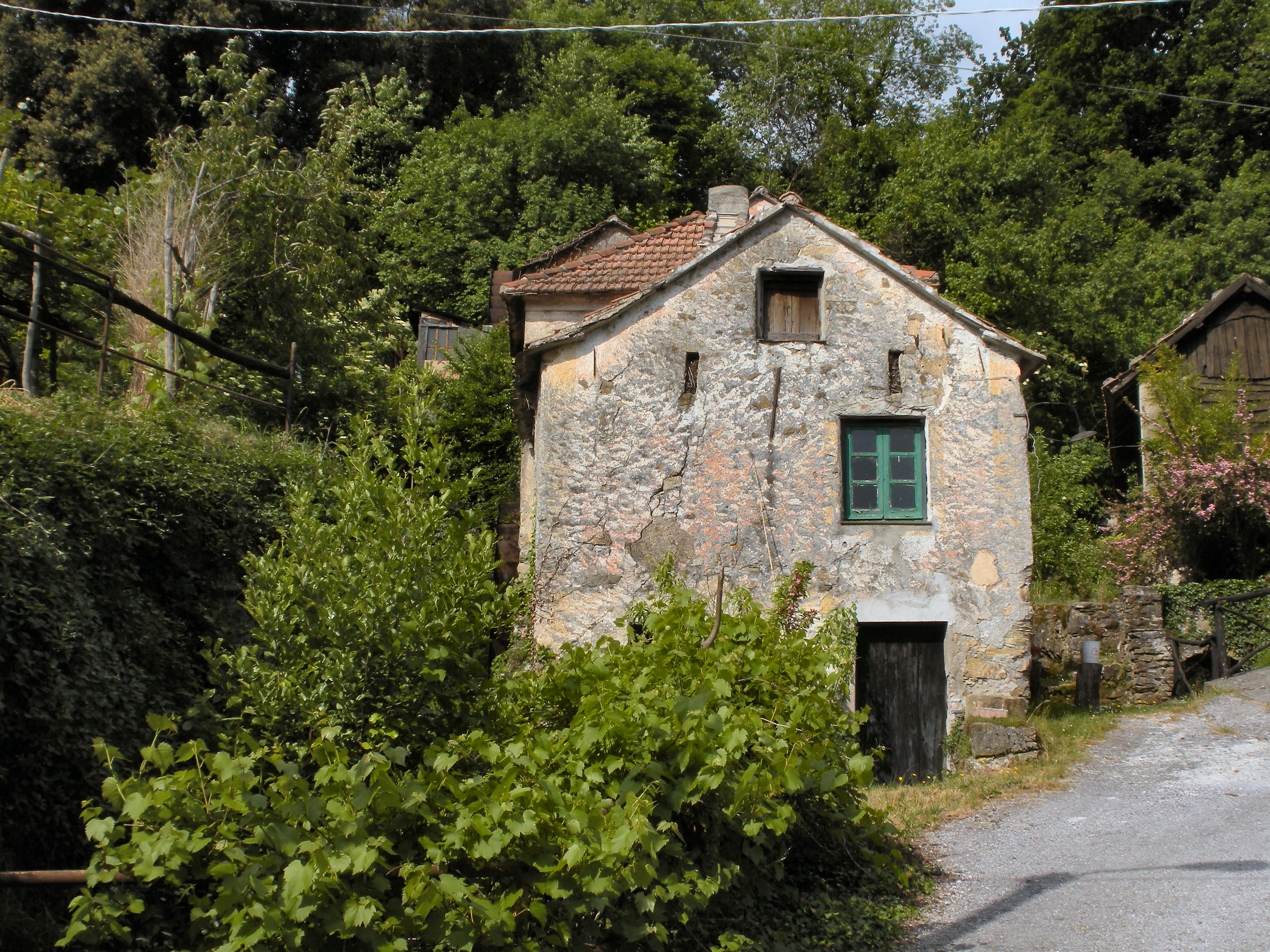
Le moulin de Casanova à Sant'Olcese
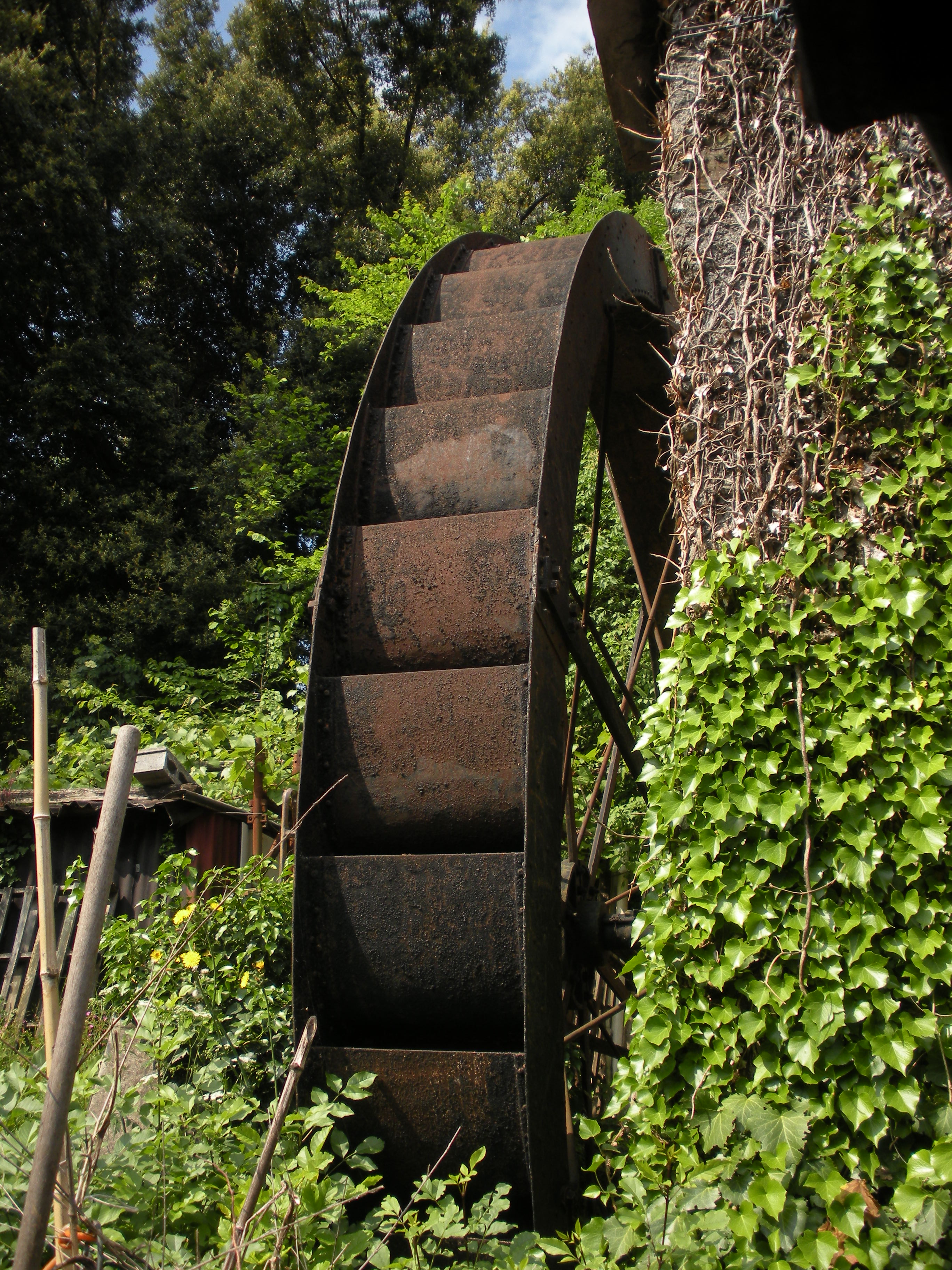
La roue du moulin
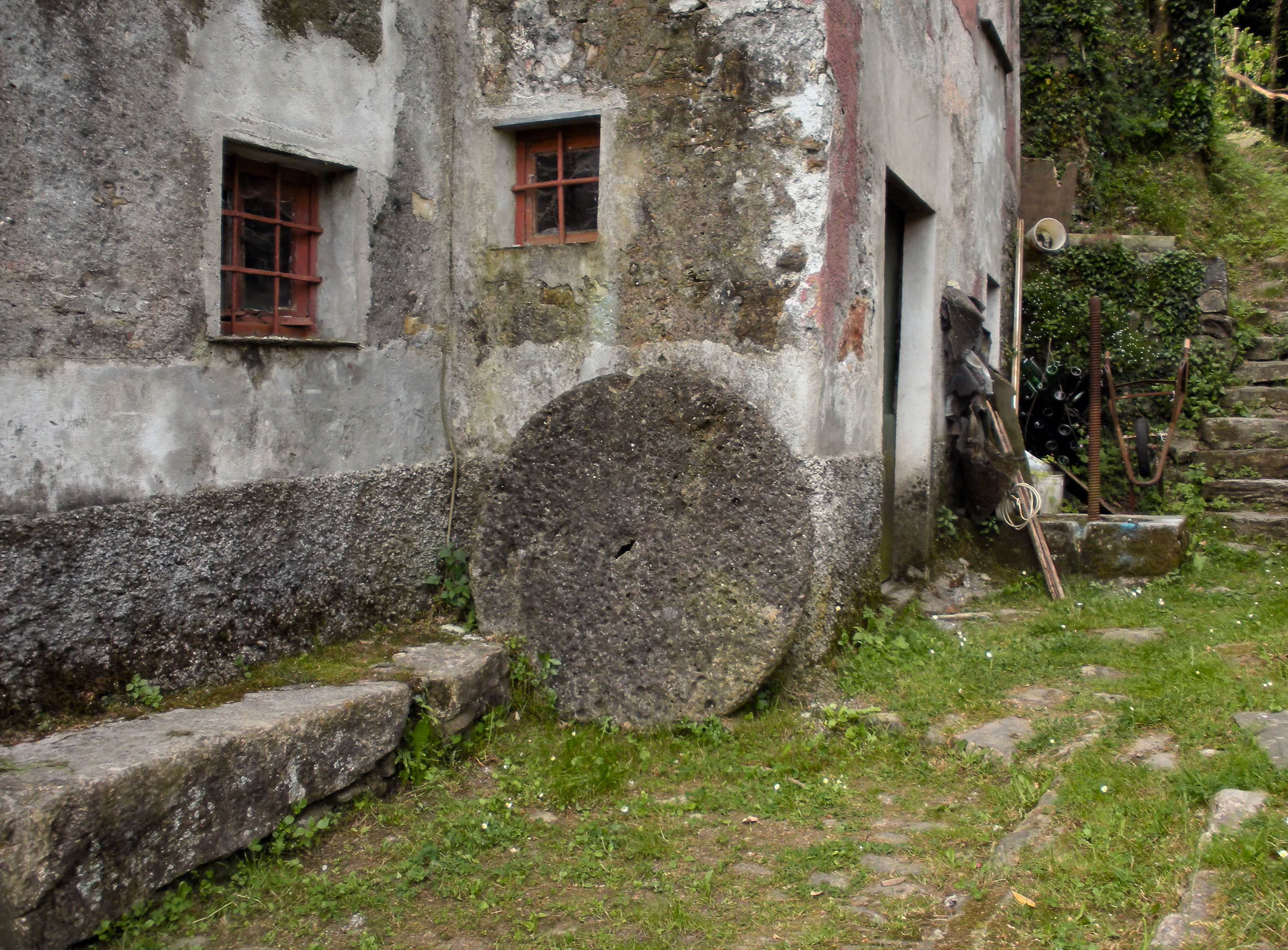
Une meule de pierre

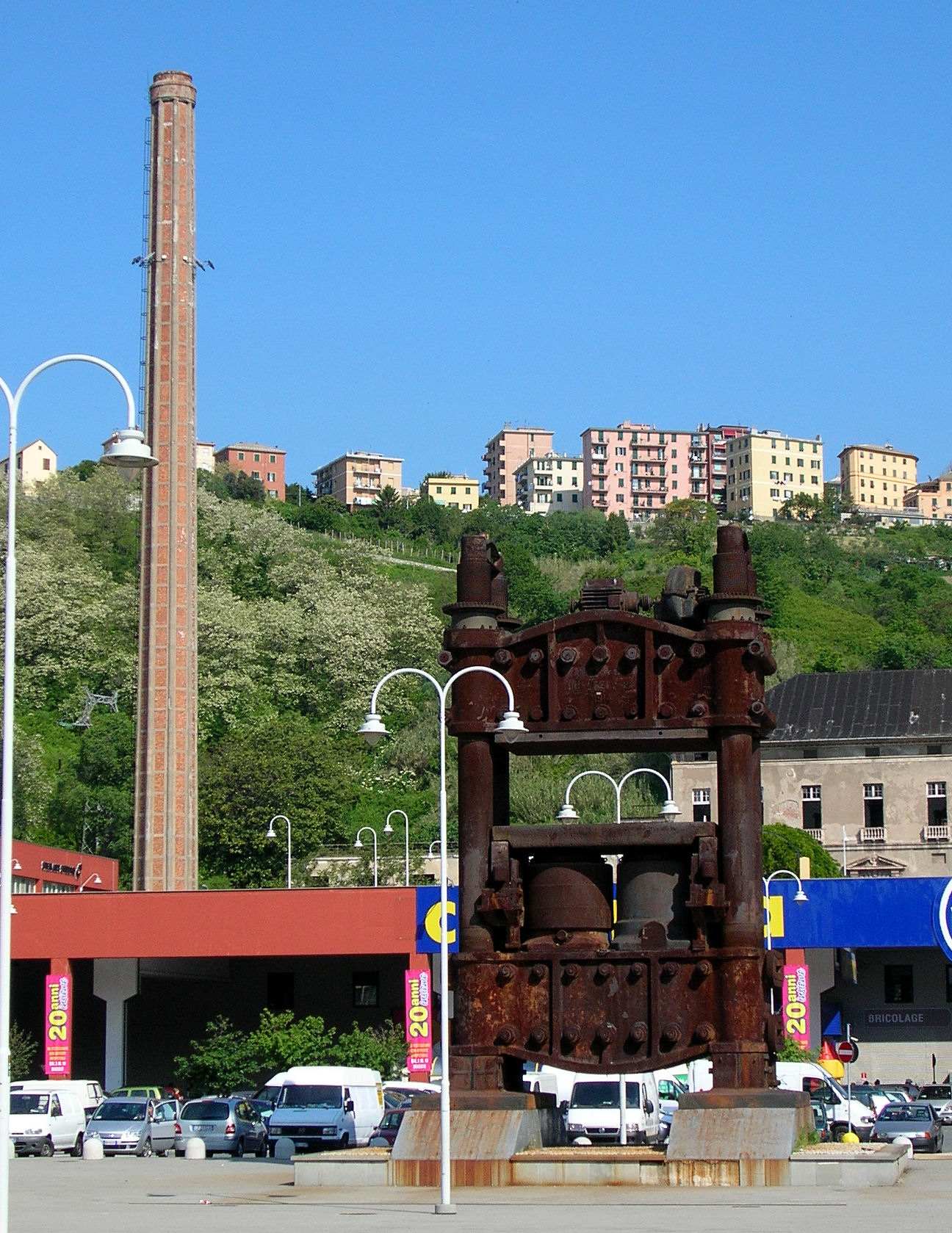
La grande presse Haniel & Lueg de l'ancienne aciérie Ansaldo, construite en 1914 et conservée en témoignage du passé industriel de Campi.

Les premiers établissements industriels virent le jour au début du XIXe siècle. C'étaient de petites fabriques tournées exclusivement vers la réalité locale : filatures, corderies, savonneries, teintureries. Avant le milieu du XIXe siècle la bourgeoisie génoise, contrairement à ce qui se passait dans d'autres villes du nord de l'Italie, n'avaient qu'une faible attirance pour les grands investissements industriels.
Les choses changèrent au milieu du XIXe siècle : avec l'entrée en service de la ligne de Turin à Gênes débuta l'implantation des industries métallurgiques et sidérurgiques (Ansaldo, Ilva, les ferronneries Bruzzo) qui, entre les dernières décennies du XIXe siècle et la première Guerre mondiale firent de la vallée la principale zone industrielle de Gênes. Durant la première Guerre mondiale un tiers de la production italienne d'acier venait des industries sidérurgiques du val Polcevera (Campi (it) et Bolzaneto).
Le développement de l'industrie sidérurgique entraîna celui des autres secteurs déjà présents dans la vallée. Le textile, en particulier à San Quirico (it) et Ceranesi, et la minoterie, se développèrent surtout dans les années 1870 et 1880 grâce à la baisse du prix du grain, à la croissance des exportations de pâtes alimentaires et à la proximité du port de Gênes. Les grandes minoteries s'installèrent dans la basse vallée du Polcevera, tandis que la tradition des moulins et des fabriques de pâtes artisanales se poursuivait dans la haute vallée.
Après la seconde Guerre mondiale, dans le contexte de crise de la grande industrie qui fermait ses usines, le choix politique d'assigner à Gênes le rôle de terminal pétrolier avec la construction du port pétrolier dans le quartier de Multedo (it), favorisa l'installation d'entreprises liées à ce secteur qui pendant quasiment quarante ans occasionna de nombreux problèmes environnementaux dans plusieurs quartiers.
Le paysage de la vallée, d'abord caractérisé par les domaines agricoles puis par les grandes industries, subit une nouvelle phase de transformation liée à l'expansion des raffineries et des dépôts pétroliers. Dans les années 1950, sur la colline de San Biagio (it), fut construite la raffinerie ERG qui ferma en 1988 par suite de l'attention croissante de la population pour les aspects environnementaux du territoire. À partir des années 1990, sur les zones abandonnées par les grandes industries et les installations pétrolières, sont apparus des petites et moyennes entreprises de production et de services comme le nouveau marché de fruits et légumes dans la zone de l'ex SANAC ou l'Institut italien de technologie sur la colline de Morego (it).

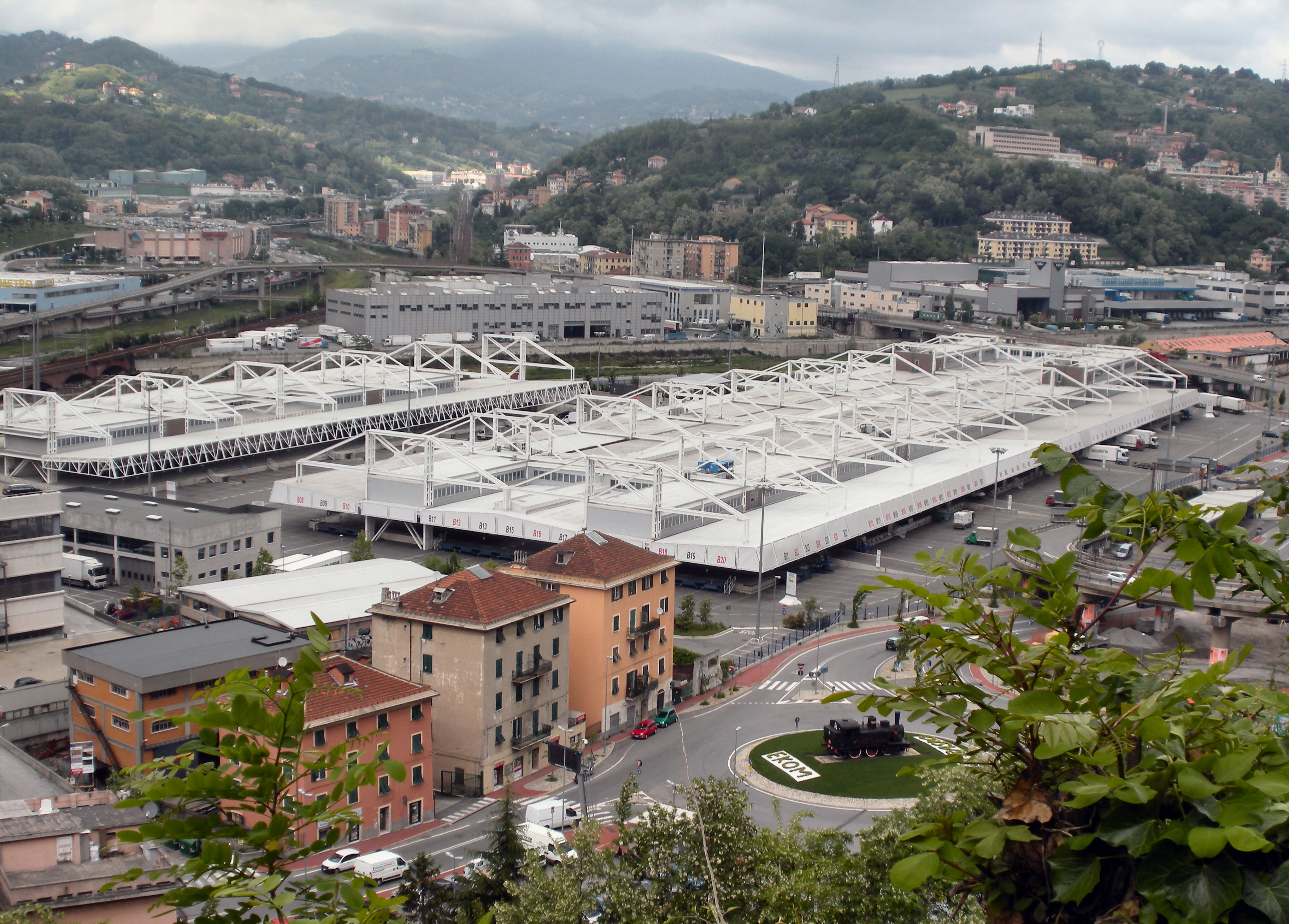
Le marché horticole de Bolzaneto.
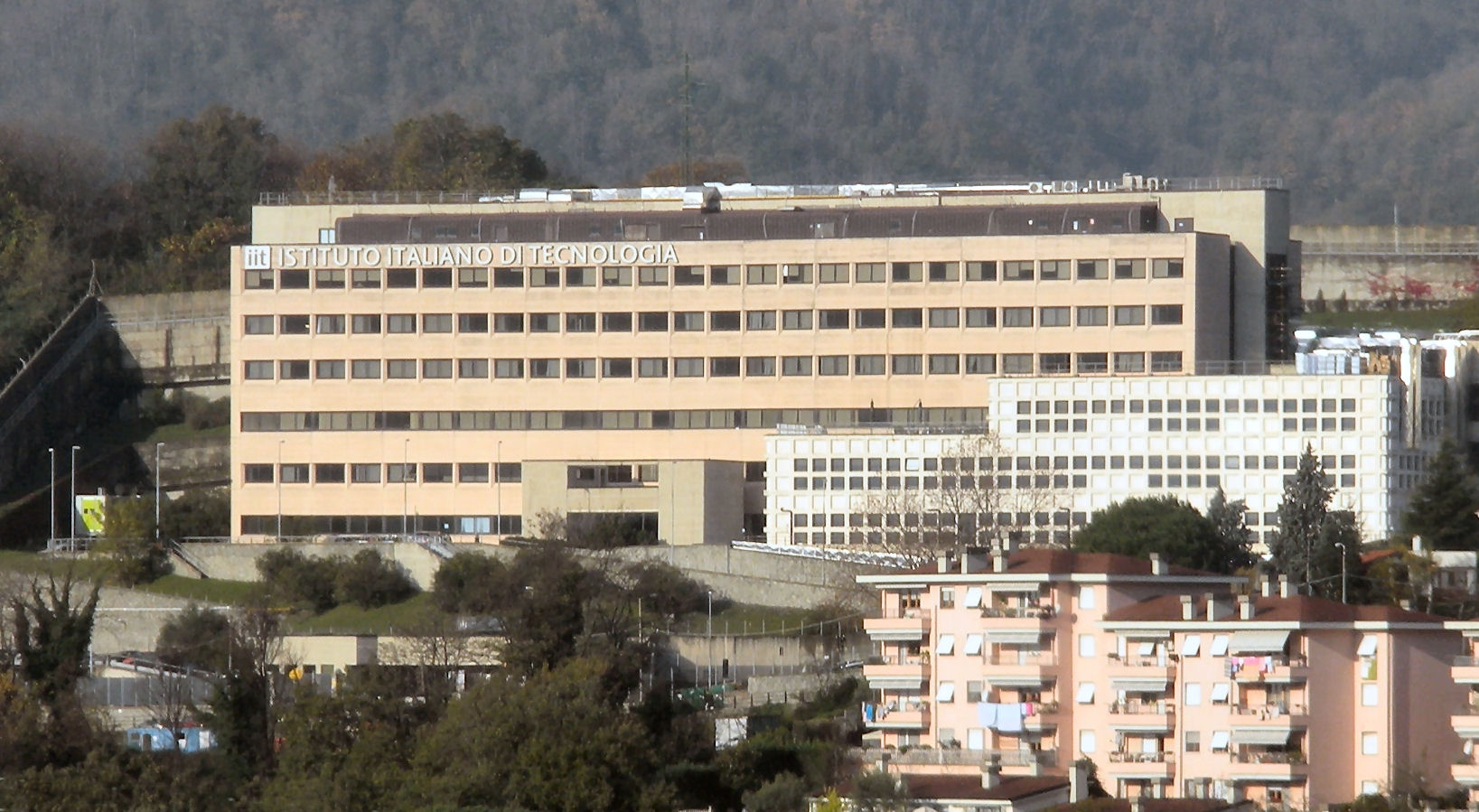
Le siège de l'Institut italien de technologie à Bolzaneto.
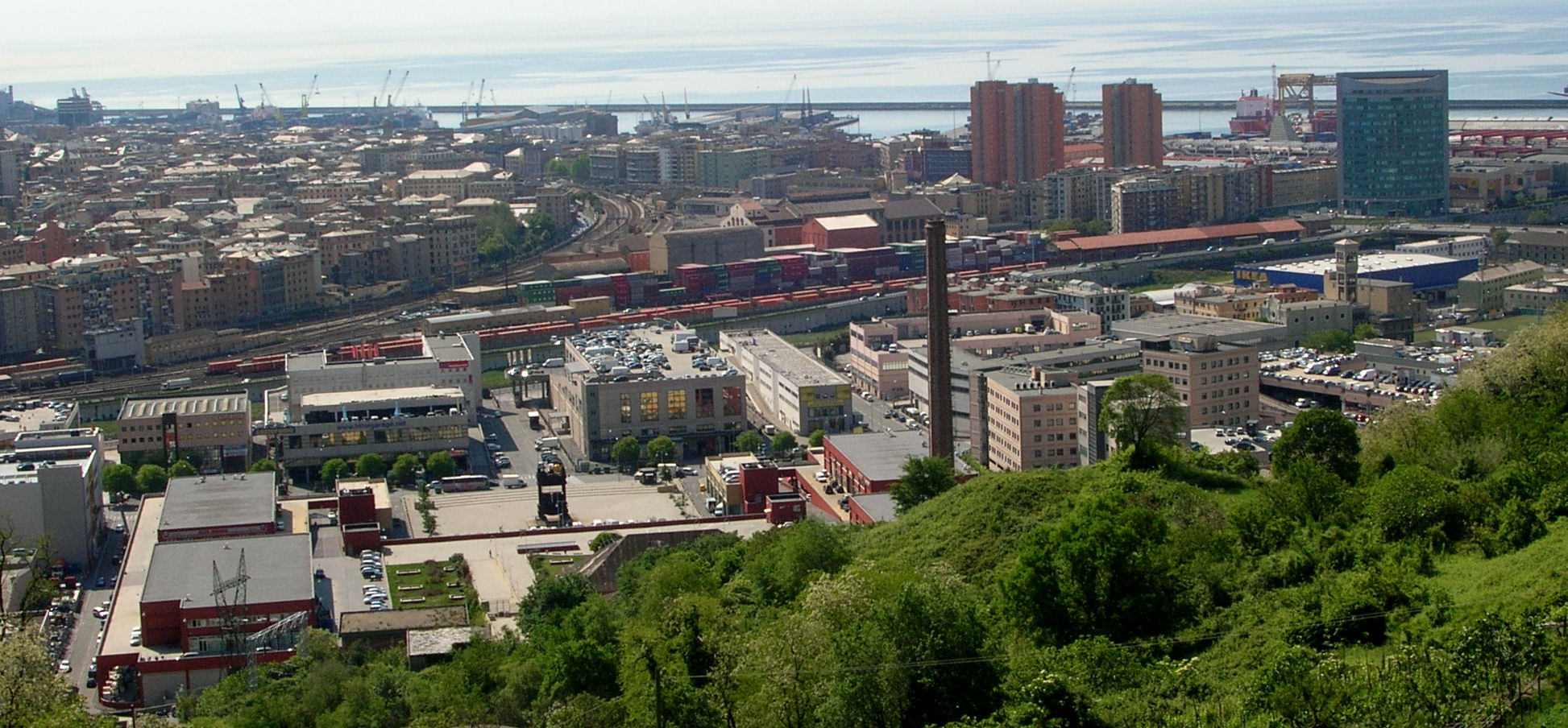
Au premier plan, la zone commerciale de Campi (it) et dans le fond à droite celle de la Fiumara

## Localités
Le tableau ci-après présente, en français et en ligure, les localités (anciennes communes autonomes devenues des quartiers de Gênes dans la basse vallée, communes et hameaux de la haute vallée) que l'on rencontre le long des deux rives du Polcevera en remontant de l'embouchure vers les sources du Verde (it) et du Riccò (it).
| Rive droite Quartier de Cornigliano Cornigliano , Corniggen ( Curniggen ) Campi (it) , Campi ( Campi ) Coronata (it) , Cönâ ( Cuunà ) Boschetto (it) , Ö boschetto ( U Buschettu ) Quartier de Rivarolo Fegino , Fegin Trasta (it) , Trasta Quartier de Bolzaneto Murta (it) , Mörta ( Murta ) Romairone , ' Rumaiun ( Rumaiun ) Cà di Sette , Cà de Sette Quartier de Pontedecimo San Biagio (it) , San Giaxo ( San Giajo, avec la « j » française) Pontedecimo , Pontedeximo ( Puntedejimu, avec la « j » française) Vallée du Verde Commune de Ceranesi Santa Marta, siège de la commune de Ceranesi Commune de Campomorone Campomorone , Campumarún (in alto polceverasco, Campumón ) Campora di Campomorone, Campoa ( Campua ) Isoverde [ 18 ] , Isu | Rive gauche Quartier de Sampierdarena Sampierdarena , Sampedænn-a ( Sampedèn-a ) Campasso, Campasso ( Campassu ) Quartier de Rivarolo Certosa , Certosa ( Certusa ) Borghetto , Borghetto ( Burghettu ) Rivarolo , Roieu o Rieu ( Ruiø o Riø ) Teglia , Teggia Quartier de Bolzaneto Bolzaneto , Borsanæo o Bòssanæo ( Bursanèu o Bossaneu ) Morigallo , Moigallo ( Muigallu ) Serro , Særo ( Sèru ) Quartier de Pontedecimo Budulli, Bodolli ( Budulli ) San Quirico (it) San Chigo ( San Chigu ) Vallecalda, Vallecada Pontedecimo Vallée du Riccò Quartier de Pontedecimo Rimessa, Remissa Commune de Serra Riccò Prelo , Prelo ( Prelu ) Commune de Mignanego Vetrerie Ponte dell'Acqua, Ponte dell'Ægoa ( Punte dell'Ègua ), siège de la commune de Mignanego Barriera [ 19 ] Pile Ponterosso, Ponterosso (“Punterussu”) |

## Voies de communication

### Cols
Au nord, la vallée est délimitée par la ligne de partage des eaux de l'Apennin, traversée par un ensemble de cols qui mettent en communication la côte ligure avec la Scrivia. Tous ces passages, mis à part le col des Giovi, ouvert au XIXe siècle, sont utilisés depuis les temps les plus anciens. Ce sont :
- le col de la Crocetta di Orero, entre Serra Riccò et Casella, le col le plus bas de l'Apennin ligure, à 468 m d'altitude, sur la route provinciale SP3 de Crocetta d'Orero (it) ;
- le col du Pertuso, près du sanctuaire Notre Dame de la Victoire (it), entre Mignanego et Savignone, sur la route provinciale SP47 ;
- le col des Giovi (472 m), entre Mignanego et Busalla, ouvert dans les années 1820 et rapidement devenu la plus importante voie de communication entre Gênes et le Piémont ; la zone du col est maintenant traversée par les tunnels de l'autoroute A7 et des deux lignes ferroviaires qui relient Gênes à Milan et à Turin ;
- le col de la Bocchetta (772 m), entre Campomorone et Voltaggio, sur le trajet de la Via Postumia, maintenant disparue et la route provinciale SP5 ;
- le col de Praglia (it), dit également col de Prou Nercu (879 m), sur la route provinciale SP4, entre Ceranesi et les Capanne di Marcarolo (it), qui met en communication le val Polcevera avec le val Strura (it).

À peu de distance du col de Praglia se trouve le Giogo di Paravanico (789 m), col anciennement d'une certaine importance car il se trouvait sur le parcours du chemin muletier qui conduit aux Capanne di Marcarolo en passant par la vallée du Gorzente (it) ; il est maintenant traversé par un chemin de terre qui conduit aux lacs du Gorzente (it).
D'autres cols, d'importance locale, relient le val Polcevera avec les vallées adjacentes :
- le col de Lencisa (569 m), qui relie Ceranesi à Pegli en traversant le val Varenna (it) ;
- le col de Borzoli (86 m), sur la voie urbaine homonyme qui relie le val Polcevera et la vallée du Chiaravagna (it), entre Rivarolo et Sestri Ponente ;
- le col de Trensasco (390 m), sur la route provinciale SP80, entre Casanova di Sant'Olcese et San Gottardo (it), qui relie le val Polcevera et le val Bisagno ;
- le tunnel de Pino (340 m), à peu de distance du précédent, sur la route provinciale SP43, qui relie le hameau de Torrazza di Sant'Olcese et Molassana, dans le val Bisagno.

### Routes

#### Historique du réseau routier

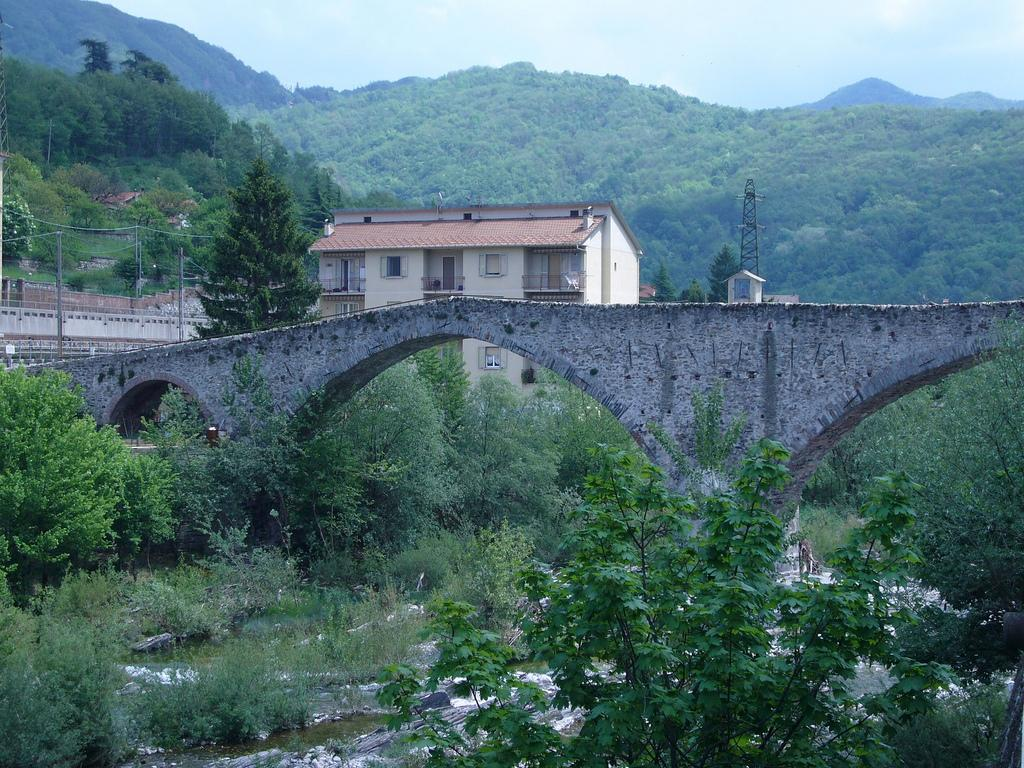
Pont romain sur le Scrivia à Ronco Scrivia, sur la variante basse du tracé de la via Postumia.

La via Postumia, nommée ainsi en hommage au consul romain Aulo Postumio, est construite à l'époque romaine, au IIe siècle av. J.-C. Cette route pavée, qui peut être empruntée par des chars et des soldats à cheval, part de Gênes, passe par Pons ad decimum (Pontedecimo), monte sur la crête séparant le val Verde (it) de la vallée du torrent Riccò (it) en passant par Cesino (it) et Pietralavezzara (it) et traverse l'Apennin au Pian di Reste, près de l'actuel col de la Bocchetta, puis passe par Libarna (it), une ville romaine dont les vestiges sont visibles près de Serravalle Scrivia, avant d'arriver à Aquilée, sur l'Adriatique.
Il ne reste plus de traces de la partie ligure de cette route historique. Les historiens ont avancé plusieurs hypothèses sur son parcours précisant notamment qu'elle sortait de Gênes, parcourait à mi-pente les collines de la rive gauche du Polcevera, descendait pour traverser le torrent à Pontedecimo et remontait ensuite, jusqu'au col de la Bocchetta. Si toutes les reconstitutions concordent sur le tracé de Pontedecimo au col de la Bocchetta, concernant la partie en aval, d'autres hypothèses avancent que la via Postumia parcourait les collines en rive droite pour rejoindre la côte près de l'actuelle Sestri Ponente où se trouvait un port naturel aujourd'hui enterré, poursuivant plutôt dans le fond de la vallée par le mont Poggio (it), passait par l'actuelle Fraconalto (anciennement Fiaccone, construite au Moyen Âge, probablement autour des IXe et Xe siècles), descendait par le col de la Castagnola (it), remontait par le mont Porale (it), et redescendait vers la plaine en passant par la florissante Libarna. Le but final de cette partie du parcours dans l'Oltregiogo était Dertona.
De Pontedecimo, une autre route, passant par le Giogo di Paravanico et les Capanne di Marcarolo (it), ancien site d'échanges commerciaux entre marchands ligures et piémontais, conduisait jusqu'à la plaine piémontaise, au voisinage d'Alexandrie mettant en relation le val Verde avec le val Stura (it).
Autre voie très fréquentée, au moins à partir du Moyen Âge, la route du sel, partait du Val Bisagno, passait dans la haute vallée du Polcevera par le col de Trensasco et traversait l'Apennin à la Crocetta di Orero. Son parcours correspond approximativement à celui de l'actuelle ligne ferroviaire de Gênes à Casella.
La première route (actuellement, route provinciale SP5 de la Bocchetta) qui parcourt le fond de la vallée du Polcevera jusqu'au col de la Bocchetta, puis au val Lemme (it) (province d'Alexandrie) n'est ouverte par la république de Gênes qu'en 1583. Elle est la principale voie de communication avec l'Oltregiogo jusqu'à l'ouverture de la route des Giovi (it), dans les années 1820.
En 1771, le doge (it) Giovanni Battista Cambiaso la fait moderniser, sur ses propres fonds, en échange d'avantages fiscaux, mais surtout afin de disposer d'une route plus praticable pour rejoindre sa résidence de campagne de Cremeno (it), au voisinage de Bolzaneto. Le nouveau tracé passant par le col des Giovi, plus facile d'accès que le col de la Bocchetta, est ouvert au XIXe siècle. L'ouverture de cette route, dénommée Camblasia du nom de son promoteur, donna une première impulsion au développement économique de la vallée.
Vers 1820, après l'annexion de la république ligurienne napoléonienne à l'État savoyard, fut ouverte la « route royale » pour Turin, non plus par la Bocchetta mais par le col des Giovi, plus bas et agréable à parcourir. Cette route, également appelée « route nationale », constitue la principale voie de communication entre Gênes et le nord de l'Italie jusqu'à la construction de la Camionale (autoroute A7 Gênes-Serravalle), en 1935, dont l'inauguration est alors considérée comme un tournant. La Camionale, à chaussée unique, fut doublée dans les années 1960 et intégrée à l'autoroute A7, Gênes–Milan. Le parcours originel, très tortueux, constitue aujourd'hui la partie descendante entre les péages de Busalla et de Gênes-Bolzaneto.

#### Réseau routier actuel

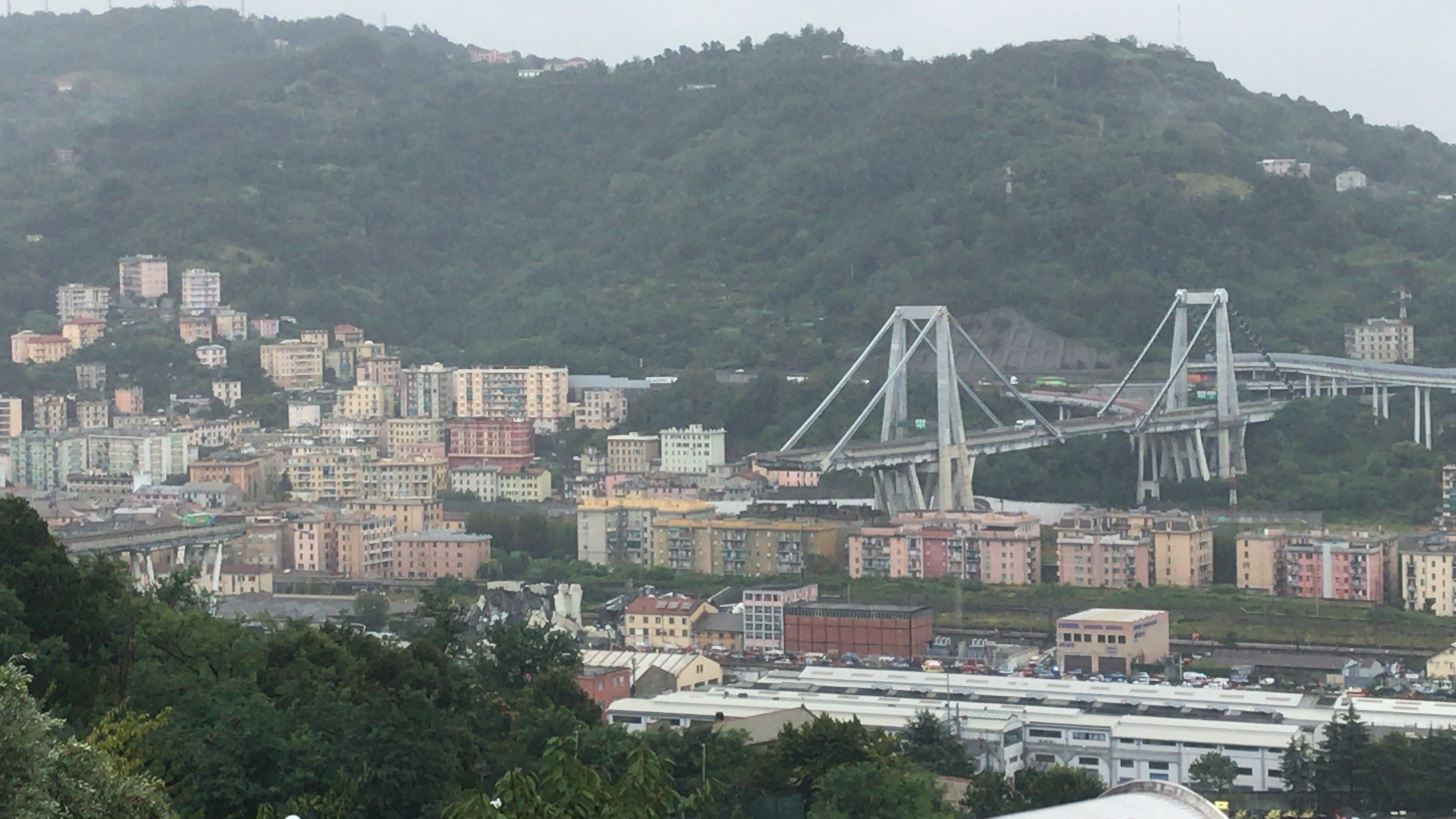
Le pont Morandi du viaduc franchissant le Polcevera entre les quartiers Sampierdarena et Cornigliano qui supportait l'autoroute A10, effondré le 14 août 2018.

Le val Polcevera est traversé par l'ancienne route nationale 35 « dei Giovi » (it), aujourd'hui route provinciale SP35, dont le parcours actuel suit en grande partie celui de la vieille « route nationale », et par l'autoroute A7, Gênes-Milan, dont un important péage est situé à Bolzaneto.
Plusieurs routes provinciales partent de Bolzaneto et de Pontedecimo, reliant le fond de la vallée avec les centres de la haute vallée du Polcevera (Campomorone, Ceranesi, Sant'Olcese et Serra Riccò).
Une route, franchissant le col de Lencisa, dans le val Verde, conduit au val Varenna (it) et constitue une solution de rechange pour la liaison entre la haute vallée du Polcevera et l'ouest génois. Deux autres routes provinciales traversent le val Verde, la SP50 de S. Stefano di Larvego et la SP6 d'Isoverde.
À environ un kilomètre de l'embouchure du torrent, la vallée était enjambée par le pont Morandi, de l'autoroute A10 Gênes-Vintimille, une imposante structure en béton armé longue de 1 182 mètres, supportée, à l'est, par trois pylônes haubanés d'une hauteur d'environ 90 mètres et, à l'ouest, par une autre série de pylônes sans haubans. Cette réalisation de l'ingénieur Riccardo Morandi, inaugurée en 1967, s'est effondrée le 14 août 2018. Un plan de démolition de la totalité de la structure dès les premiers jours de septembre 2018, associant démontage et micro-charges explosives est en cours d'étude au 26 août.

#### Le projet Gronda di Ponente

Les quatre autoroutes (A7, A10, A12 et A26) formant le nœud de l'autoroute de Gênes. La Gronda devrait rationaliser le trafic.

Ce projet de voie rapide à deux fois deux voies prévoit le doublement de l'autoroute A10, du val Polcevera à Vesima. Cinq tracés sont examinés. Les deux principaux sont les Gronda Bassa et Media. La Gronda Bassa prévoit remplacement du pont Morandi par un viaduc à deux fois quatre voies. En fin de travaux, le pont actuel serait détruit. Ce tracé nécessiterait le déplacement des établissements Ansaldo. La Gronda Media comporte un tracé déporté en amont à partir du val Varenna (it). La traversée du val Polcevera se ferait alors à Bolzaneto. Le projet Gronda fait l'objet de l'opposition d'une partie des habitants de la vallée, regroupés, à partir de 2007, dans un Comité anti-Gronda (Comitato Antigronda Valpolcevera). Le refus est principalement motivé par la perspective d'expropriations, qui obligeraient les habitants concernés à abandonner leur logement. La proposition de remplacement du Comité est de consacrer les fonds prévus pour la Gronda à l'amélioration de la desserte ferroviaire du territoire. La municipalité de Gênes décide, le 14 octobre 2008, la tenue d'un débat public sur le projet. Celui-ci a lieu à partir du 13 février 2009.
Au terme du débat public organisé par la ville de Gênes à propos du projet Gronda di Ponente, la solution proposée par Autostrade per l'Italia pour réaliser la nouvelle liaison entre les autoroutes A7, A10 et A12, implique la zone de Bolzaneto et prévoit un viaduc sur le Polcevera au sortir du long tunnel en provenance de Voltri, qui passerait sous la colline de Murta (it), et de nouveaux raccordements pour l'A12, principalement dans le tunnel, dans la zone Geminiano. Le projet, non encore officiellement annoncé, voit toujours une forte opposition des groupes de citoyens des zones touchées constitués en comités No Gronda et décidés à s'opposer à la réalisation de l'ouvrage.

### Voies ferrées
Le val Polcevera est traversé par la ligne ferroviaire des Giovi Gênes Sampierdarena à Ronco Scrivia par Busalla, inaugurée en 1853. Cette ligne est empruntée exclusivement par des trains régionaux qui venant d'Alessandria, Arquata Scrivia, Novi Ligure et Busalla se rendent à Gênes-Brignole. Les gares de la vallée du Polcevera sont Rivarolo, Bolzaneto, San Quirico-San Biagio (it), Pontedecimo et Piano Orizzontale dei Giovi, près du hameau de Barriera, dans la commune de Mignanego bien que le bâtiment se trouve sur le territoire de la commune de Serra Riccò.
Les trains moyenne et longue distance à destination de Milan et Turin utilisent la voie auxiliaire des Giovi, construite quelques années après la précédente et qui traverse la vallée parallèlement à cette dernière. Cette deuxième ligne ne comporte pas de gares entre Sampierdarena et Ronco Scrivia à part celle de Mignanego (dans la localité de Ponterosso) desservie seulement par quelques trains locaux.
La partie orientale du val Polcevera est traversée par la ligne ferroviaire secondaire Gênes-Casella. Cette ligne, qui traverse le territoire de la commune de Sant'Olcese et une petite portion de celle de Serra Riccò par le col de la Crocetta d'Orero présente un intérêt surtout touristique mais est également fréquentée localement pour les trajets domicile travail.